# Binche
Binche (prononcé : /bɛ̃ʃ/ ; en wallon : Bince) est une ville francophone de Belgique située en Région wallonne dans la province de Hainaut. La ville est située dans la région du Centre sur l'axe reliant les villes de Mons et de Charleroi.
Ville fortifiée entourée de 25 tours, elle est célèbre pour son carnaval reconnu en 2003, par l'UNESCO comme chef-d'œuvre du patrimoine oral et immatériel de l'humanité et pour son patrimoine architectural.

## Toponymie
Le nom de Binche pourrait provenir du latin Binchium, dérivé de Bincina, signifiant « colonie ». Selon une autre hypothèse, la source viendrait de Binez, terme celtique pour désigner une courbure de rivière.
Diverses orthographies de Binche sont relevées dans les textes historiques : 
- Bincium : en 1124, 1182, 1193, 1200, 1229, 1248 ;
- Binzium : en 1159, 1204, 1206, 1209 ;
- Bins : en 1162, 1197, 1460 ;
- Bonc : en 1167, 1179, 1181, 1239 ;
- Binchium : en 1177, 1246, 1258 ;
- Bince : en 1279 ;
- Bains : au XVIe siècle ;
- Beins : aux XVIe siècle et XVIIe siècle ;
- Binch : en 1232, 1256, 1790.

## Géographie

### Structure communale
Battignies a fusionné avec Binche le 1er janvier 1882 grâce à la loi du 9 août 1881.
Binche fusionne avec Bray, Buvrinnes, Epinois, Leval-Trahegnies, Péronnes-lez-Binche, Ressaix et Waudrez lors de la fusion des communes de 1977.
| # | Nom                        | Superf. (km²) | Habitants (2020) | Habitants par km² | Code INS |
| - | -------------------------- | ------------- | ---------------- | ----------------- | -------- |
| 1 | Binche (I) dont Battignies | 3,64          | 8.691            | 2.388             | 58002A   |
| 2 | Ressaix (VII)              | 4,27          | 4.078            | 955               | 58002B   |
| 3 | Leval-Trahegnies (V)       | 7,78          | 6.411            | 824               | 58002C   |
| 4 | Épinois (IV)               | 3,63          | 1.718            | 474               | 58002D   |
| 5 | Buvrinnes (III)            | 16,37         | 1.950            | 119               | 58002E   |
| 6 | Waudrez (VIII)             | 8,97          | 2.720            | 303               | 58002F   |
| 7 | Bray (II)                  | 6,30          | 2.992            | 475               | 58002G   |
| 8 | Péronnes-lez-Binche (VI)   | 10,27         | 4.888            | 476               | 58002H   |
|   | Total                      | 61,22         | 33.448           | 546               | 58002    |

### Communes limitrophes
|          | La Louvière       | Morlanwelz |
| Mons     | Binche            | Anderlues  |
| Estinnes | Merbes-le-Château | Lobbes     |

### Morphologie urbaine

#### Quartiers et lieux-dits
- Vue aérienne.Les Pastures.
- Faubourg Saint-Paul.
- Faubourg Saint-Jacques.
- Faubourg du Posty.
- Transvaal.

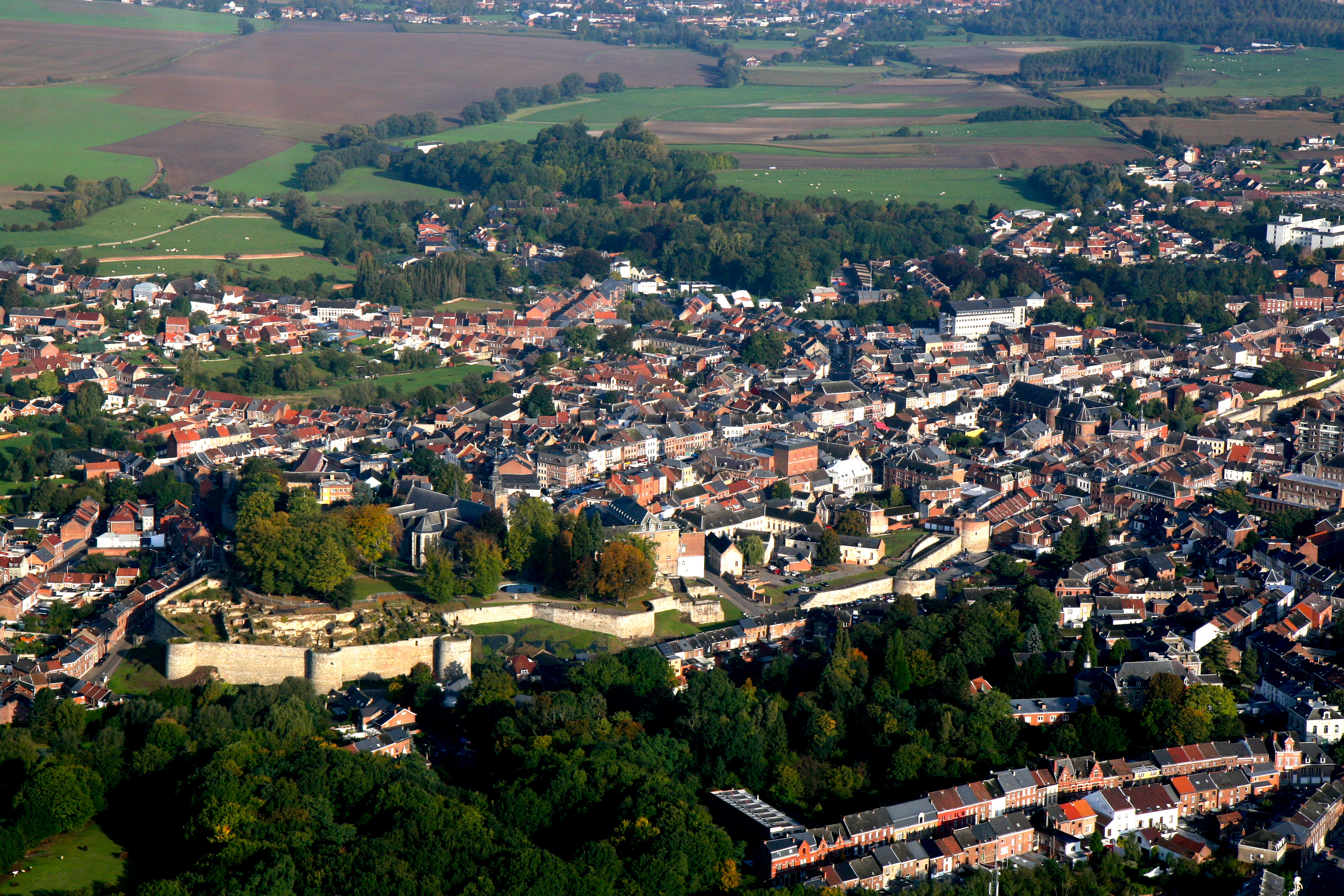
Vue aérienne.

- Battignies, ancienne commune rattachée en 1881.
- Le Four à Chaux.
- Le quartier des Millionnaires
- Le quartier résidentiel de l'Athénée
- Le quartier de la gare

#### Portes
- Porte Neuve.
- Porte de la Sablonnière.
- Porte des Mélion.
- Porte à Pollewaignon.
- Porte Notre-Dame.
- Porte du Posty.
- Porte à Selvèle.

### Topographie
Binche est situé au sommet d'un escarpement rocheux au pied duquel coule la rivière Samme. Mis à part les terrils, les parties les plus élevées de la commune de Binche (environ 150 m) sont situées au sud-est à Buvrinnes. C'est là que la rivière Samme prend sa source. L'altitude la moins élevée (environ 50 m) se situe à Bray au niveau du ruisseau des Estinnes qui se jette dans la rivière Haine.
On note également la présence de plusieurs terrils, résultat de l'exploitation minière dans la région du Centre : le terril Sainte-Élisabeth, Sainte-Marguerite, de la Caspienne, Sainte-Barbe, Saint-Albert et Sainte-Marie qui atteignent jusqu'à 175 m d'altitude.

### Hydrographie
La Samme (aussi appelée La Princesse) qui prend sa source à Buvrinnes traverse le territoire de Binche en passant à Ressaix, Épinois, Binche, Péronnes-lez-Binche et va se jeter dans la Haine à Trivières. La rivière a été canalisée et est voûtée dans les parties urbaines de Binche. Cela n'a pas empêché qu'à de nombreuses reprises, la Samme inonde certaines parties du territoire et de la ville de Binche. La Samme reçoit le ruisseau de Bonne-Espérance avant d’atteindre Péronnes ainsi que la rivière Bruille.
Le territoire de Bray est traversé par le ruisseau des Estinnes qui se jette dans la rivière Haine.

### Géologie
Outre le limon et le sable, le sous-sol de Binche est constitué de schiste, de grès et de houille déposée il y a plusieurs centaines de millions d’années lors de l’ère primaire, pendant la période géologique du Carbonifère. Le grès de Bray a servi à la construction de l'hôtel de ville de Binche et du palais de justice.
Les terrils qui ponctuent le paysage binchois sont constitués de résidus miniers, principalement de schistes et, en plus petite quantité, de grès carbonifères et de résidus divers.
Binche se situe sur la « Faille du midi » qui court du nord de la France à Liège presque à l'horizontale. Cette faille correspond à une importante ligne de rupture géologique située à la limite nord du massif du midi (Condroz-Ardenne), apparue au paléozoïque.

## Évolution démographique

### Démographie: Avant la fusion des communes
- Source: DGS recensements population

### Démographie: Commune fusionnée
En tenant compte des anciennes communes entraînées dans la fusion de communes de 1977, on peut dresser l'évolution suivante :
Les chiffres des années 1831 à 1970 tiennent compte des chiffres des anciennes communes fusionnées.
- Source : DGS, de 1831 à 1981=recensements population; à partir de 1990 = nombre d'habitants chaque 1er janvier[6]

## Histoire

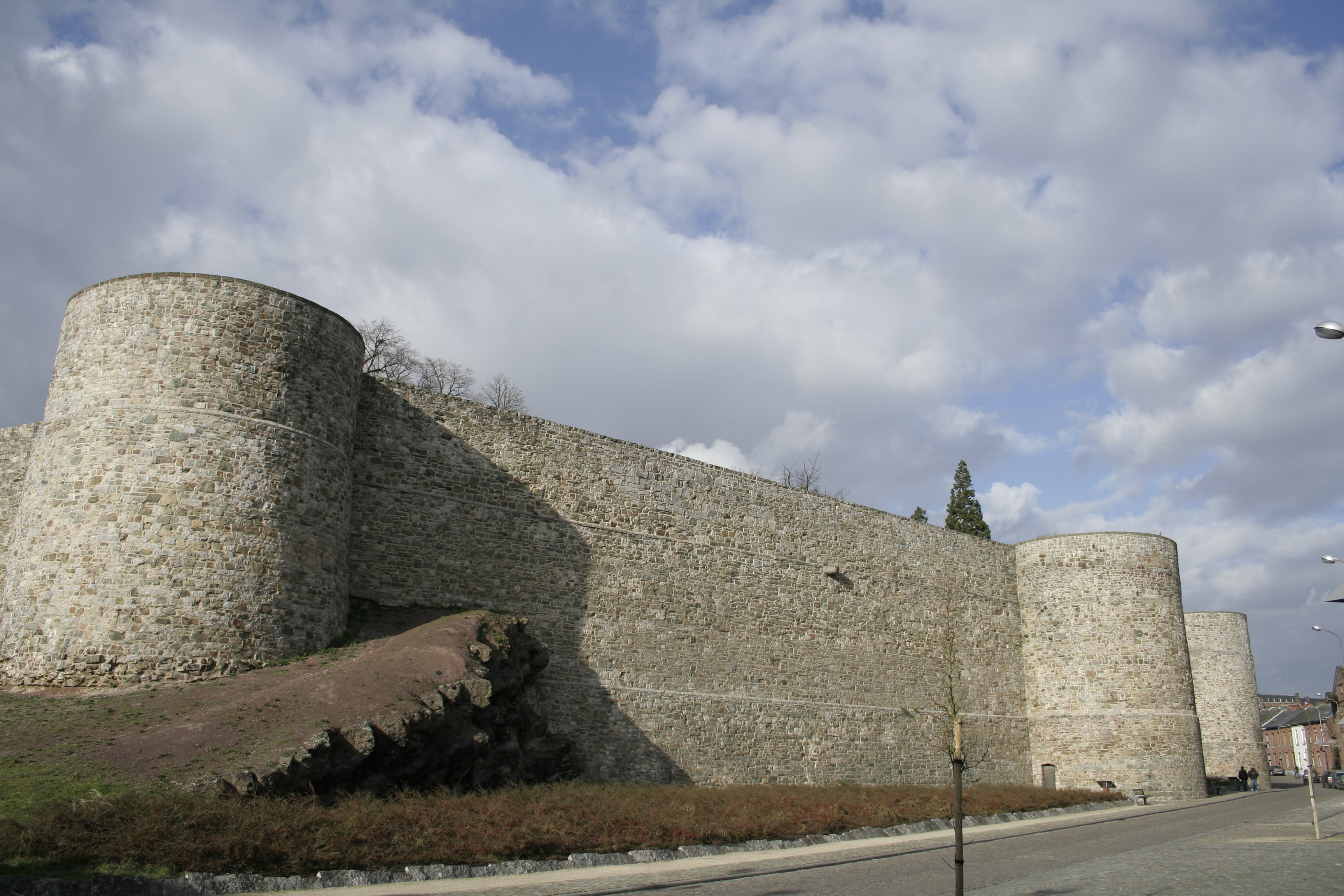
L'enceinte médiévale.

### Antiquité
Dans l'Antiquité, Binche et la vallée de la Haine faisaient partie du territoire de la peuplade gauloise des Nerviens. Des fouilles archéologiques effectuées entre 1905 et 1914 au lieu-dit de la Courte ont permis de découvrir à Leval-Trahegnies des tombes celtes où l'on a pu mettre au jour plusieurs accessoires dont une goupille d'essieu, trois anneaux de rênes ainsi que des céramiques de belles qualités. Cet ensemble de découverte est attribué au IIIe siècle av. J.-C.
À l'époque romaine, la commune de Binche se trouvait sur le tracé de la chaussée Brunehaut, voie romaine menant de Bavay à Tongres construite à l'instigation d'Agrippa gendre de l'empereur Auguste. Une borne milliaire de l’époque d’Antonin (IIe siècle apr. J.-C.) a ainsi été trouvée à Péronnes-lez-Binche en bordure de la chaussée Brunehaut. Cette borne milliaire est à présent conservée et exposée au Musée royal de Mariemont. La chaussée Brunehaut est à l'origine d'une bourgade, le vicus Vogdoriacum ou vogo Dorgiacum, ville des Nerviens dans la province romaine de Belgique Seconde, situé à Waudrez à 2 kilomètres du centre de Binche. C'était pendant l'époque gallo-romaine, un lieu d'étape et une agglomération commerçante d'une certaine importance où se vendent les produits de l'industrie locale. Le site archéologique occupe une surface de 70 ha. Des recherches archéologiques ont mis au jour une grande habitation romaine, avec installation de bains et un puits de 3 mètres de diamètre et 14 m de profondeur. Des monnaies, des poteries, des objets en fer, en bronze, des céramiques en terre sigillée y sont également découverts. Depuis 1976, les origines et le devenir de ce relais gallo-romain sont présentés au Musée gallo-romain de Waudrez.

### Moyen Âge
Au cours du haut Moyen Âge, Binche n'était qu'un modeste village dépendant de la paroisse de Waudrez. En 1124, il se nommait Bincio (il existe une forme néerlandaise inusitée Bing).

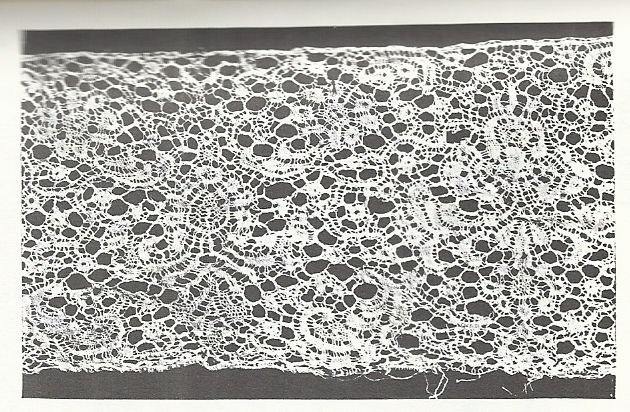
La dentelle de Binche.

Baudouin IV, comte de Hainaut, également connu sous le nom de Baudouin le Bâtisseur, construit le premier château de Binche au XIIe siècle et entoure la ville de puissants remparts, qui sont presque entièrement préservés à ce jour. Le château est connu sous le nom de « Château de la Salles » au XVe siècle. Philippe le Bon, duc de Bourgogne, restaure le château en 1461. Marguerite d'York, veuve de Charles le Téméraire, duc de Bourgogne, qui a reçu Binche en dot l'agrandit vers 1500 d'un corps de logis.
À partir du XIIIe siècle et du XIVe siècle, la ville de Binche prospère grâce à la création d'une industrie de la draperie qui perdurera jusqu'au XVIIIe siècle. Elle est aussi un important marché à bestiaux qui alimente la tannerie, l'artisanat du cuir et des peaux. Les moulins permettent une mécanisation des procédés de fabrication.
En 1398, la peste fait des ravages à Binche et décime sa population. Le début du XVe siècle voit une guerre éclater entre la Principauté de Liège et le comté de Hainaut. Les environs de Binche sont dévastés en 1407 par les Liégeois qui seront ensuite vaincus à la bataille d'Othée par les troupes hennuyères alliées à Jean Sans Peur, duc de Bourgogne.

### Temps modernes

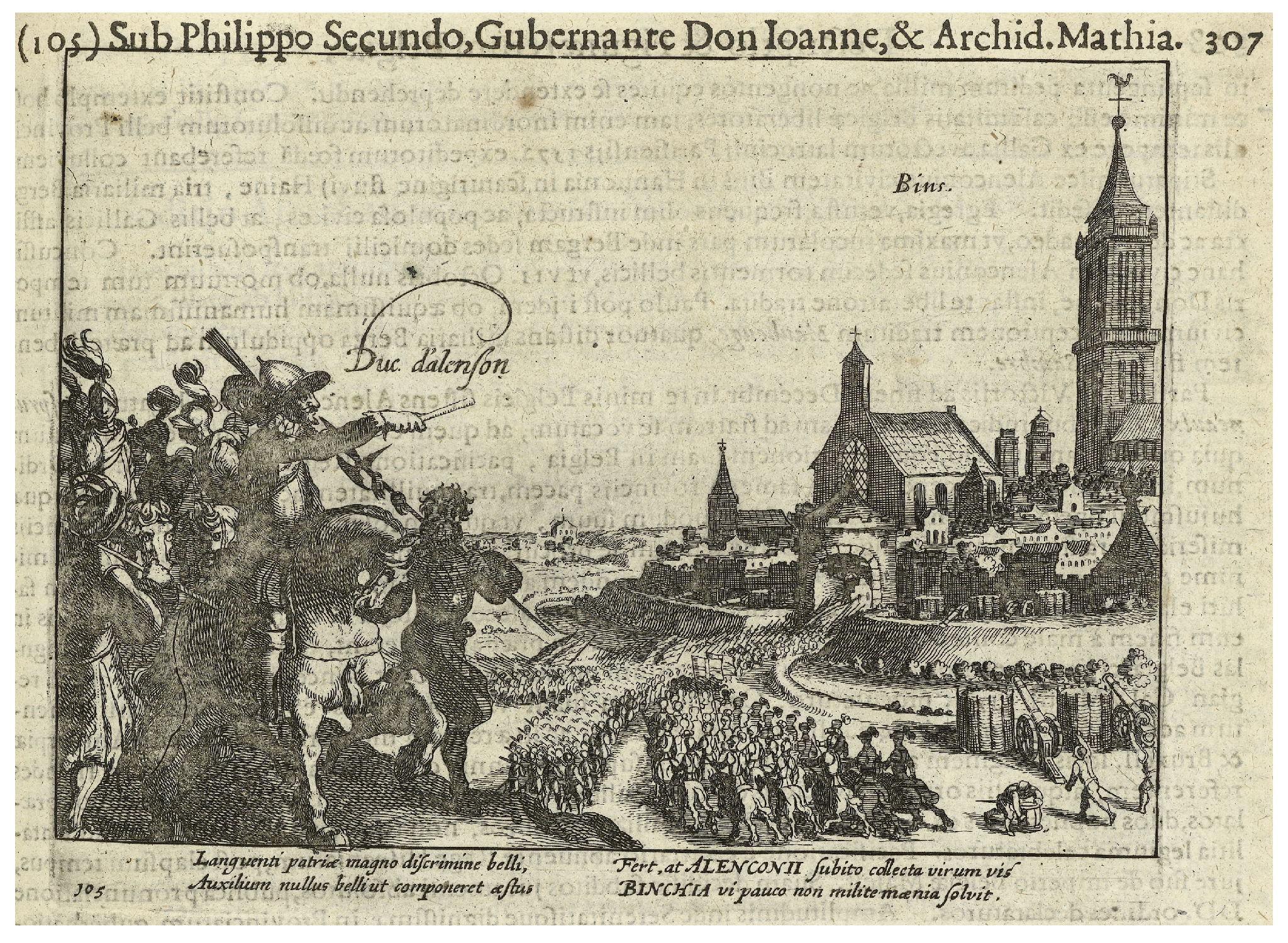
Après le siège, la ville de Binche se rend au duc d’Anjou, le 7 octobre 1578. Au premier plan le duc d’Anjou à cheval, derrière lui ses armées marchent dans la ville.

À partir du XVe siècle, la dentelle de Binche, produit de luxe, contribue à l'essor de la ville. Cette industrie prospèrera jusqu'au XIXe siècle malgré les vicissitudes de l'histoire.
En 1528, Marie de Hongrie devient gouvernante des Pays-Bas. Elle séjourne souvent à Binche, qui devient l'une de ses résidences préférées. En mars 1545, son frère, Charles Quint, lui donne, en apanage viager, le domaine de Binche puis la seigneurie de Turnhout. Marie décide de raser la partie médiévale du château de Binche et de construire un somptueux palais à sa place. C'est l'un des premiers palais de la Renaissance aux Pays-Bas. Le célèbre architecte Jacques Du Brœucq est responsable de la conception.
En 1549, Marie reçoit Charles Quint et son neveu, le futur roi Philippe II. La procession impériale arrive à Binche le 22 août 1549. Marie de Hongrie, voulant honorer l'empereur souverain des Pays-Bas organise les Triomphes de Binche : fêtes, bals et tournois se succèdent pendant six jours. À son retour en Espagne, le roi Philippe II est tellement impressionné par le palais de Binche qu'il s'en sert d'inspiration pour la construction des palais royaux d'Aranjuez, d'El Pardo et de Valsain. Brantôme dira même que le palais « faisoit honte aux sept miracles (merveilles) du monde tant renommés de l’antiquité ».

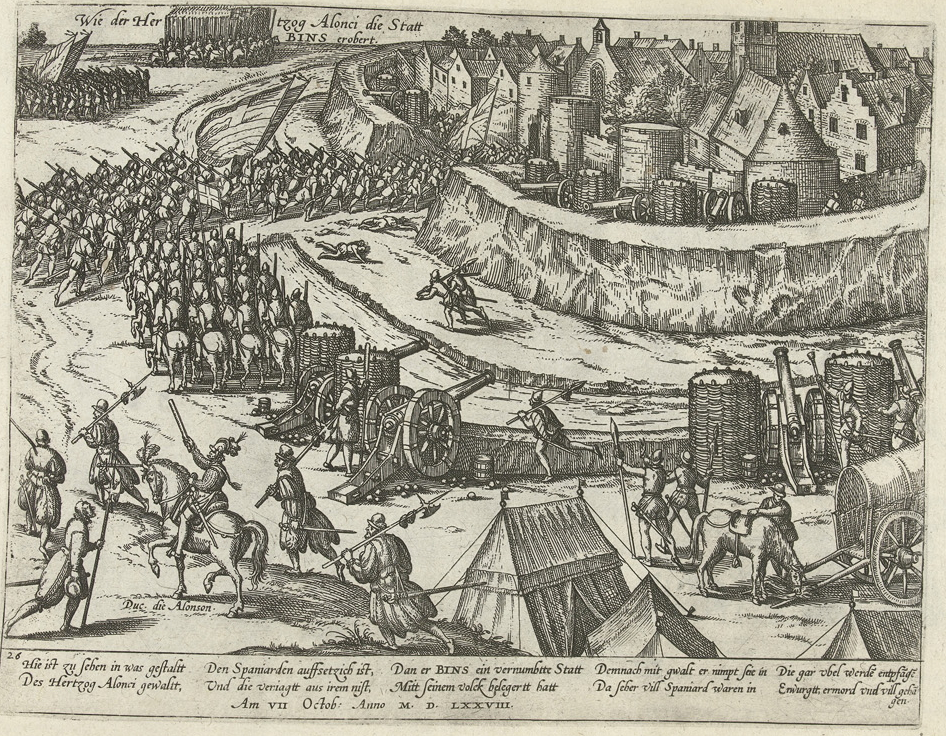
Les troupes du duc d'Anjou rentrent dans Binche.

Peu après ces festivités, l'ancien conflit entre l'Espagne et la France reprend. La ville est assiégée par les Français en juillet 1543. Les remparts subissent de gros dégâts mais Henri II, encore dauphin, bat en retraite. Au printemps 1552, l'armée impériale entre en Picardie et détruit le château royal de Folembray. Les Français contre-attaquent : ils s'emparent de Binche le 21 juillet 1554 et de son palais qu'ils pillent, saccagent et incendient. La collégiale Saint-Ursmer toute proche est aussi partiellement détruite. Henri II fait attacher une plaque aux ruines du palais : « souviens-toi de Folembray, reine insensée ».

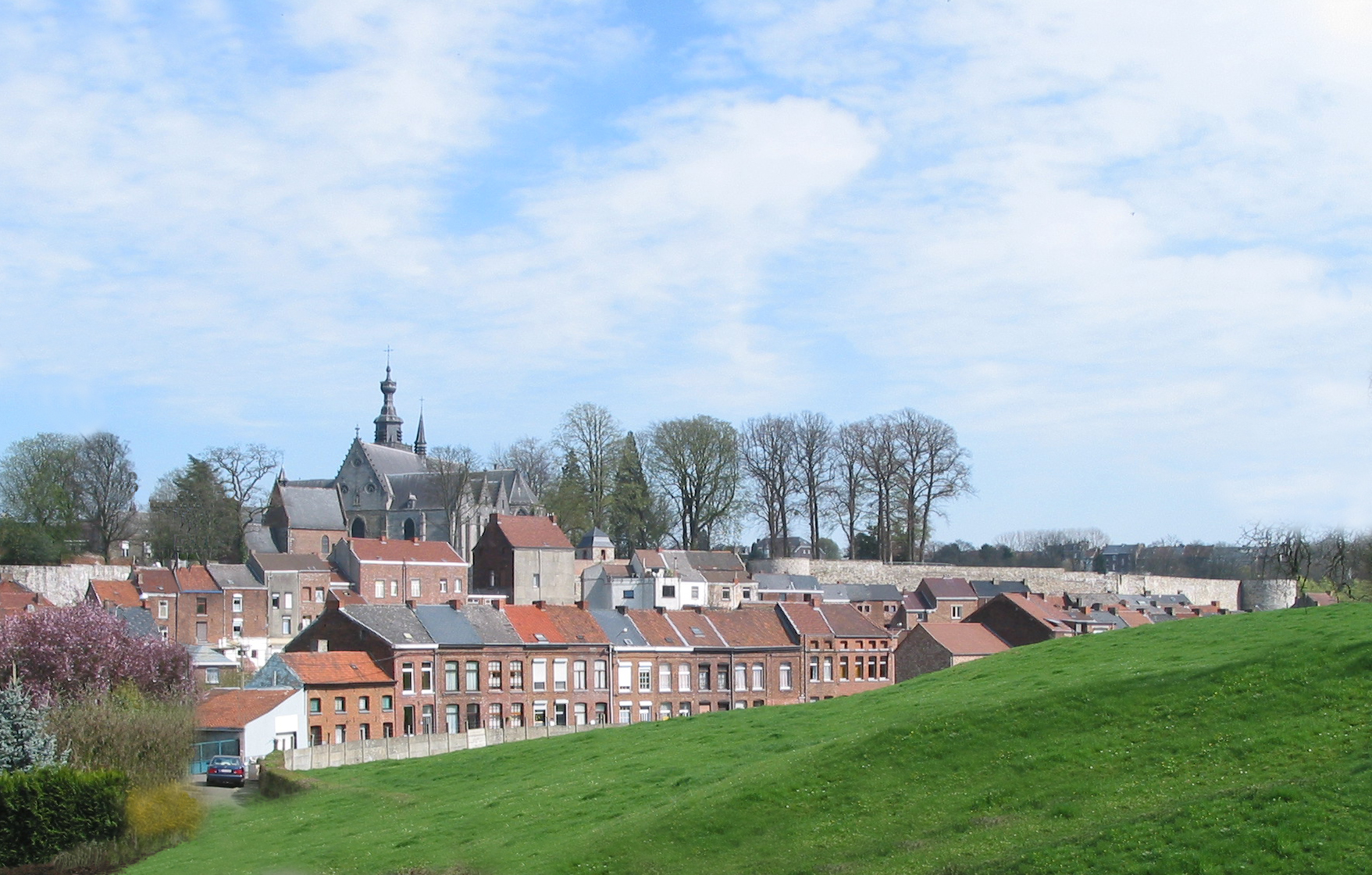
La ville et son enceinte médiévale.

Certaines parties du palais sont sauvées de la destruction. Les travaux de restauration commencent dès 1554, mais cessent lorsque Marie quitte les Pays-Bas en 1556 pour se rendre en Espagne avec Charles Quint après que celui-ci ait démissionné de son poste d'empereur. Le Palais de Binche ne retrouverait jamais le lustre du XVIe siècle. La guerre ayant éclaté entre la France et l'Espagne, la ville est de nouveau pillée lors de sa conquête par les troupes du duc d'Anjou lors du siège de 1578.
Le XVIIe siècle est un siècle de malheur pour les Binchois. En 1626, la peste refait son apparition à Binche et y fait de nombreuses victimes. De nouvelles guerres éclatent entre la France et les Espagnols dont Binche fait les frais. La ville est prise d'assaut par les Français en 1643, 1654 et 1667. En 1672, elle est prise par les Hollandais en guerre contre la France.
Après le XVIIe siècle, Binche perd toute importance comme place de guerre et son palais a quasiment disparu. À partir de 1733, la route reliant Binche à Mons est achevée ce qui permet la reprise du commerce et le retour de la prospérité. La liaison routière entre Binche et Charleroi ne sera terminée qu'à partir de 1810.

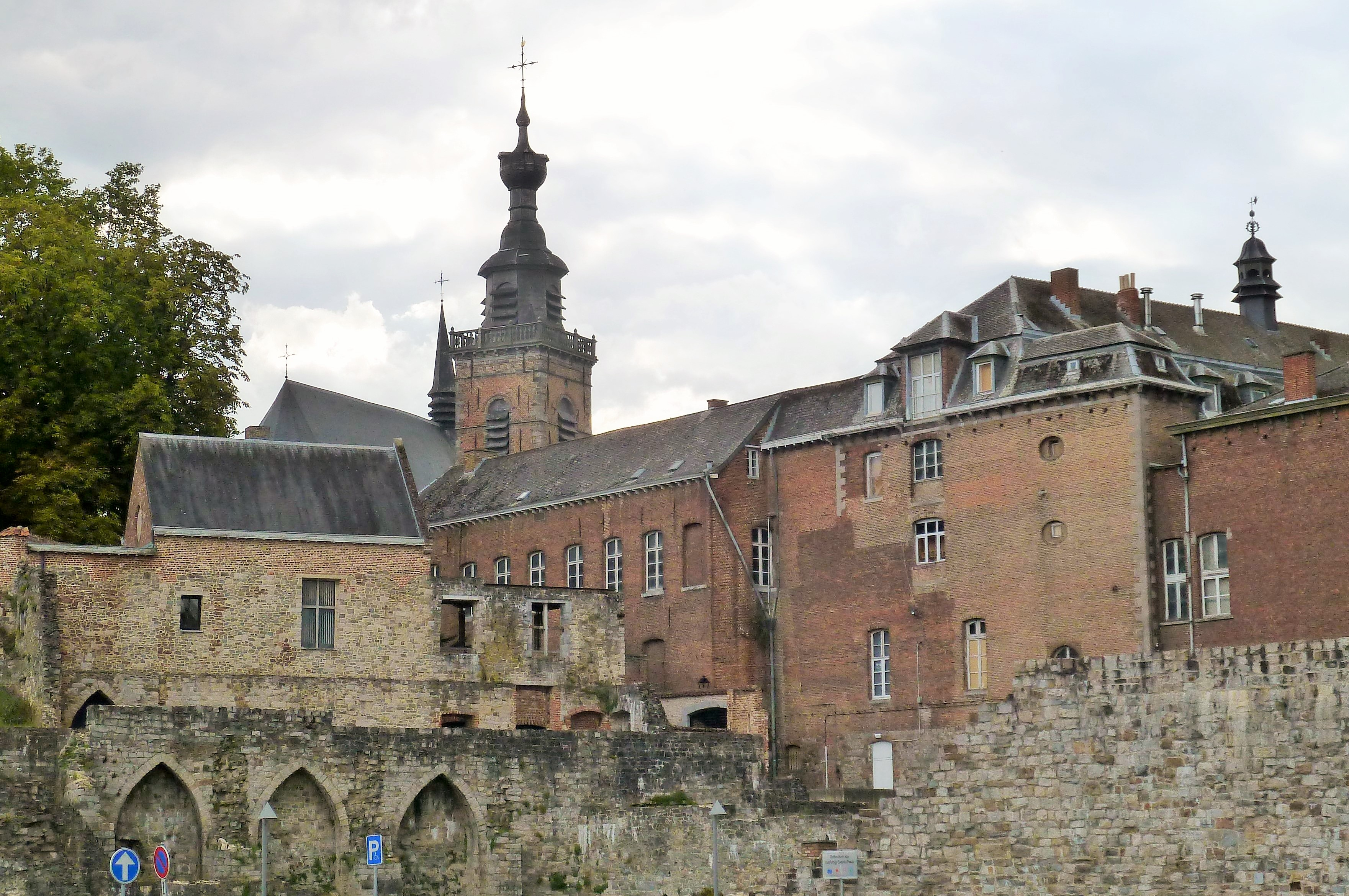
Vue des vestiges des remparts avec le musée du Carnaval et du Masque et la collégiale Saint-Ursmer.

### Époque contemporaine
Au XIXe siècle, diverses industries étaient installées le long de la rivière Samme en utilisant sa force hydraulique et ses ressources en eau : les tanneurs, corroyeurs, brasseurs et même une verrerie.
Le XIXe siècle voit la création et le développement du transport par chemin de fer. En 1857, la Compagnie de chemin de fer du Centre construit une ligne de chemin de fer reliant Binche au réseau ferroviaire régional ainsi que d'une gare en son sein. Sa construction va accélérer l'essor industriel la région de Binche.
À cette époque, la révolution industrielle imprime sa marque sur le paysage binchois avec l'exploitation de la houille en vue de son utilisation dans l'industrie sidérurgique. En 1857, la société Desmedt-Van Montfort décide de sonder la concession minière de Ressaix. Elle y crée la Société du Centre dont le siège est implanté aux Trieux. En 1882, cette société s'étend au nord-ouest en absorbant la concession du Levant de Péronnes, une zone qui comprend entre autres des extensions vers Binche et Waudrez qui compte alors deux puits, le Puits de la Garde de Dieu et le Puits de recherche N°1. Ces puits, jugés trop pauvres, ne sont par la suite plus exploités.
En 1886, la Société du Centre fonde un second siège : les Trieux no 2. Cette société est ensuite achetée en vente publique par Évence-Narcisse Coppée, grand industriel et financier belge détenteur depuis 1879 d'une cokerie à Ressaix. Celui-ci entreprend une unification des sociétés minières limitrophes par le rachat de celles-ci. En 1890, la Société des Charbonnages de Leval-Trahegnies, active depuis 1872 et possédant le siège de la Courte ainsi qu'un ancien puits, nommé « Georges », situé à Epinois est rachetée par Évence-Narcisse Coppée. La Société du Centre change alors de nom pour devenir la Société des Charbonnages de Ressaix. Sa production est alors de 85.000 tonnes de charbon par an, un charbon gras qui sert à développer plusieurs batteries de fours à coke. D'une qualité inégalée, le coke produit participe grandement à l'essor des fonderies du Centre. En 1891, la société absorbe la seconde partie de la concession des Charbonnages de Péronnes, la concession de la Princesse, une puissante zone d'exploitation houillère qui comprend alors : le siège no 2 Sainte-Marie, no 4 Sainte-Barbe et no 5 Saint-Albert. Parallèlement, les terrils se dressent dans le paysage de Binche avec les terrils Sainte-Élisabeth, Sainte-Marguerite, de la Caspienne, Sainte-Barbe, Saint-Albert et Sainte-Marie. Dans la seconde moitié du XXe siècle, les ressources houillères de la région s'épuisent progressivement. L'activité extractive des Charbonnages du Centre prend fin en 1969 après avoir assuré la prospérité économique de la région.
Au niveau administratif, l'ancienne commune de Battignies est rattachée à Binche dès 1881. Le 1er janvier 1977, les communes de Bray, Buvrinnes, Épinois, Leval-Trahegnies, Péronnes-lez-Binche, Ressaix et Waudrez et de Binche sont fusionnées. La section de Binche est le chef-lieu de l'entité binchoise qui regroupe l'ensemble de ces anciennes communes.
En 2024, le ville célèbre son 900e anniversaire,.

## Héraldique
|  | Blason de Binche. Les armoiries octroyées en 1838 montraient les armoiries des seigneurs de Binche qui ont dirigé la ville pour les Comtes de Hainaut. En 1857, les armoiries ont été changées et se basaient alors sur le sceau de la ville de 1245. Ce sceau montrait le château local l'un des principaux châteaux des Comtes de Hainaut. De part et d'autre du château se situent deux petiots écus, un avec les armoiries du Hainaut et l'autre avec le lion de Binche. Les armoiries ont été mieux décrites (blasonnées) et octroyées à nouveau en 1980 après la fusion des communes. Blasonnement : D'azur au château fort d'or, le mur d'enceinte crénelé percé de fenêtres et d'une porte à la herse levée et surmontée d'un pignon munit de quatre tours également crénelées à toit conique dont deux de part et d'autre de la porte, le troisième angle, le toit de la quatrième apparaissant derrière un donjon aux fenêtres de style gothique dont la cheminée est surmontée d'une cigogne. Le château fort est adextré d'un écu écartelé aux 1 et 4 d'or au lion de sable, armé et lampassé de gueules, aux 2 et 3 d'or au lion de gueules, armé et lampassé d'azur (Hainaut), et senestré d'un écu d'argent au lion de sable, armé et lampassé de gueules (Binche). - Délibération communale : 5 mars 1977 - Arrêté royal : 12 février 1980 - Moniteur belge : 11 juin 1980 |
|  | Ancien blason de Binche, avant l'arrêté royal du 26 mai 1857 confirmé en 1980. Blasonnement : D'argent au lion de sable armé et lampassé de gueules. |
|  | Par arrêté de la Communauté française du 17 juillet 2003, la ville de Binche possède son propre drapeau, dont les motifs proviennent des anciennes armoiries : « Drapeau blanc chargé d'un lion noir, les griffes et la langue rouges » DC 18 mars 2002 - AE 17 juillet 2003 |

## Devise
La devise de la ville est « PLVS OVLTRE » (toujours plus loin), devise de Charles Quint.

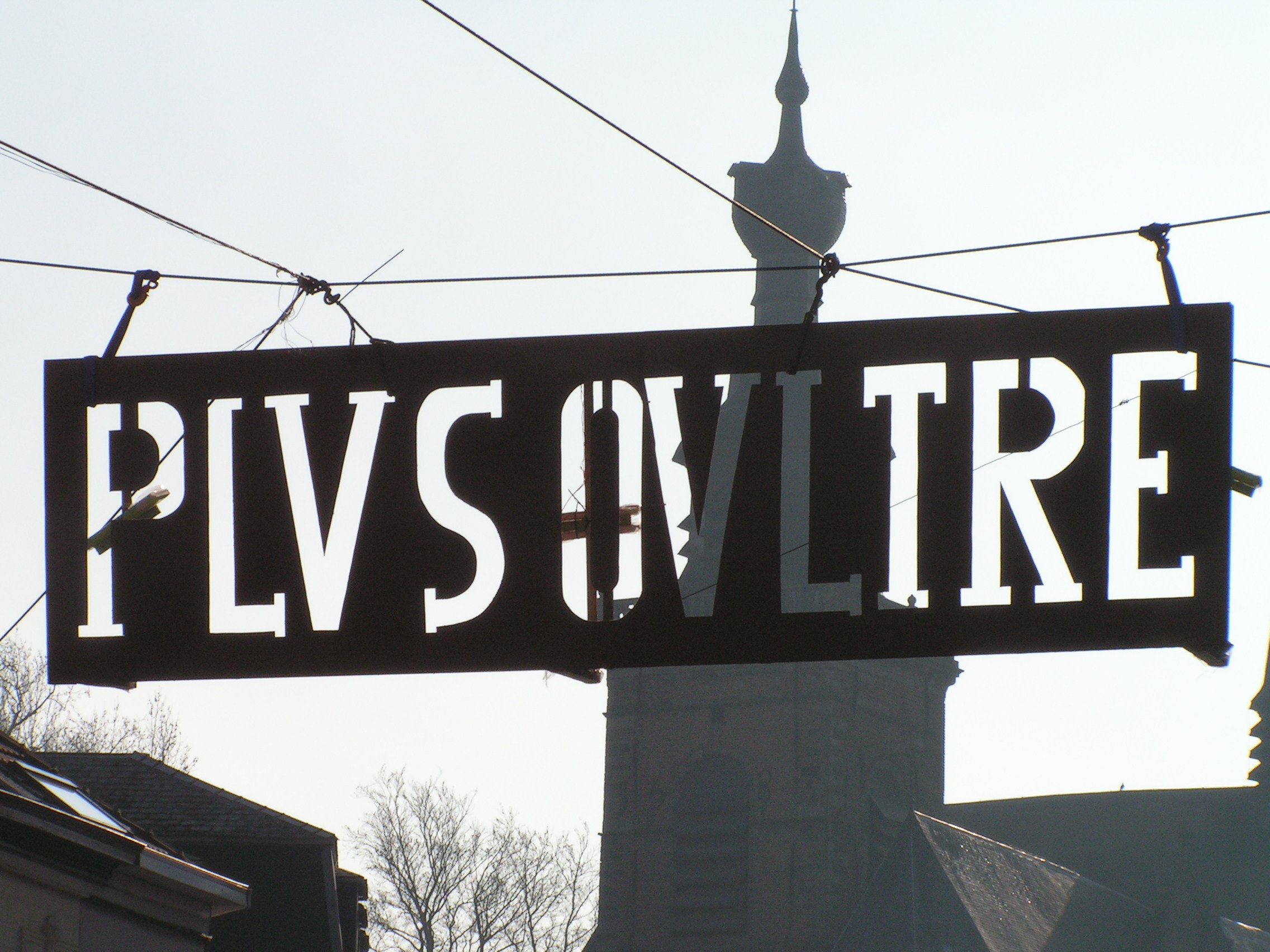
PLVS OVLTRE, « Élément du feu d'artifice avec Collégiale Saint-Ursmer en arrière-plan ».
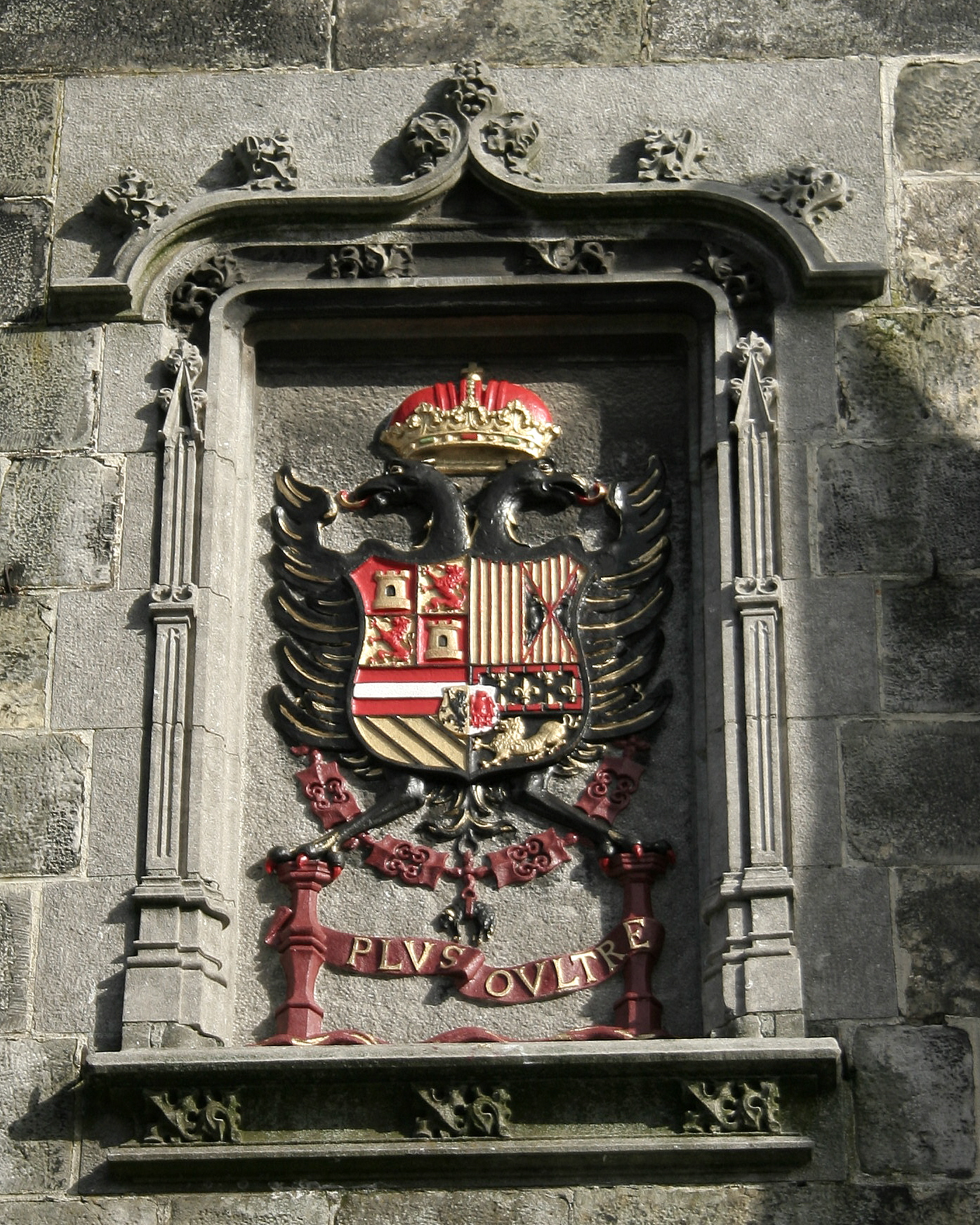
Le blason et la devise de Charles Quint.

## Politique et administration

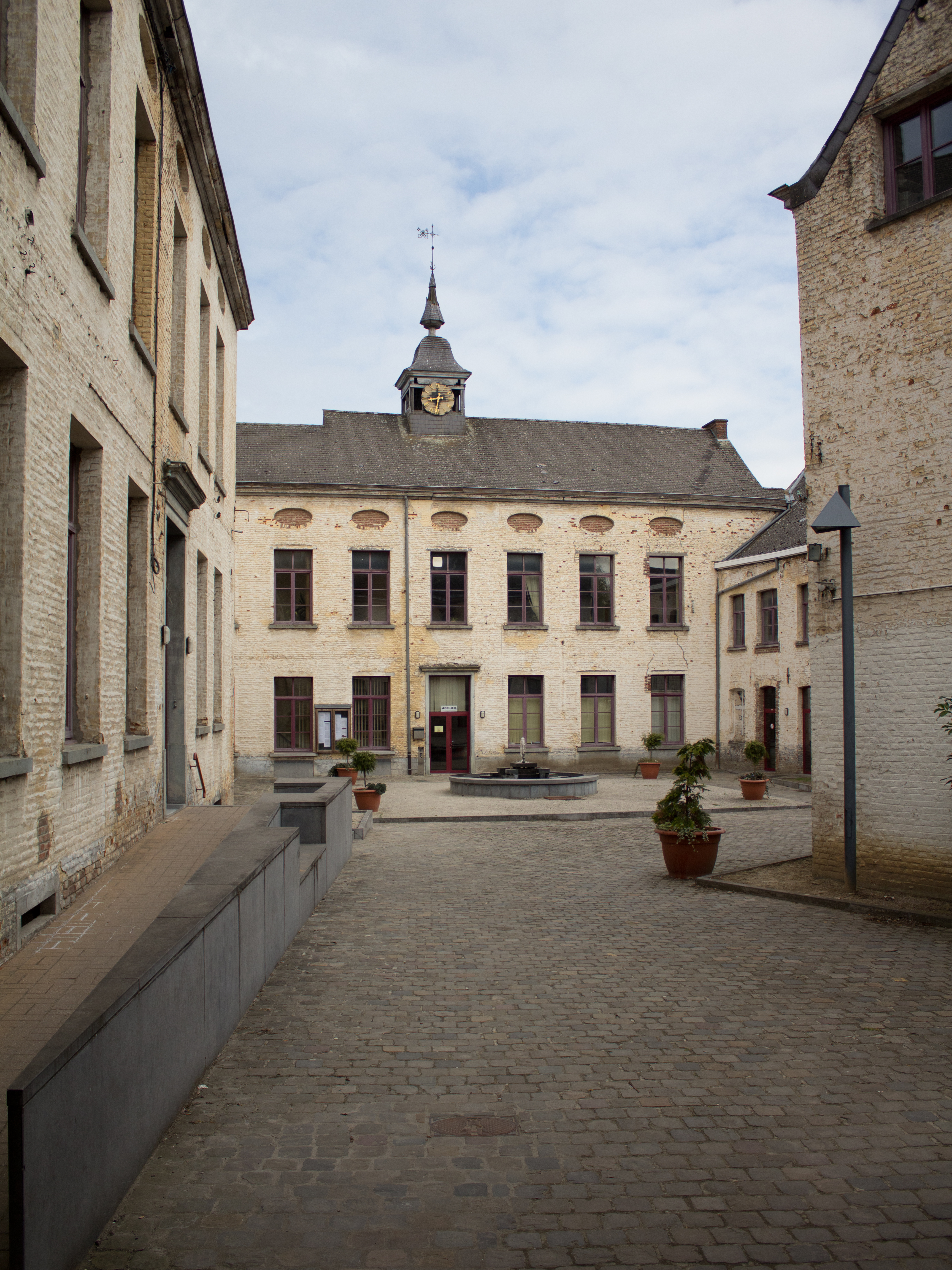
Bâtiments de l'administration communale, installés dans l'ancien hôpital Saints-Pierre-et-Paul, rue Saint-Paul.

### Liste des bourgmestres depuis 1800
| Bourgmestres                      | Mandat      | Parti               |
| --------------------------------- | ----------- | ------------------- |
| C. Lecocq                         | 1800-1801   | -                   |
| Nicolas Coquiart                  | 1801-1823   | -                   |
| Maximilien de Biseau d'Hauteville | 1824-1836   | -                   |
| Hubert Wanderpepen                | 1836-1856   | Parti libéral       |
| Gustave Wanderpepen               | 1856-1883   | Parti libéral       |
| Alfred Pourbaix                   | 1884-1885   | -                   |
| Eugène Derbaix                    | 1885-1921   | Parti catholique    |
| Charles Derbaix                   | 1921-1946   | Parti catholique    |
| Charles Deliège                   | 1947-1970   | PSB                 |
| Simone Mabille-Leblanc            | 1970-1973   | Parti libéral (PLP) |
| Fernand Derval                    | 1973-1976   | PSB                 |
| Armand Le Roi                     | 1977-2000   | PSB                 |
| André Navez                       | 2000-2006   | PS / MS             |
| Laurent Devin                     | Depuis 2006 | PS                  |

### Conseil et collège communal 2024 - 2030
Ci-dessous, le tableau des résultats des élections communales de 2024.
| Parti | Parti    | Voix (2024) | Voix (2018) | % (2024) | % (2018) | +/-     | Sièges  | +/- | Collège |
| ----- | -------- | ----------- | ----------- | -------- | -------- | ------- | ------- | --- | ------- |
|       | PS       | 11.248      | 11.566      | 55,92%   | 57,00%   | 1.08 %  | 20 / 31 | 0.0 | Oui     |
|       | PTB      | 2.078       | -           | 10,33%   | -        | 0.0 %   | 2 / 31  | 2.0 | Non     |
|       | MR-CI    | 5.194       | 3.164       | 25,82%   | 15,59%   | 10.23 % | 8 / 31  | 3.0 | Non     |
|       | EPB      | 1.596       | -           | 7,93%    | -        | 0.0 %   | 1 / 31  | 1.0 | Non     |
|       | ECOLO    | -           | 1.272       | -        | 6,27%    | 0.0 %   | - / 31  | 1.0 | Non     |
|       | DéFI     | -           | 655         | -        | 3,23%    | 0.0 %   | - / 31  | 0.0 | Non     |
|       | Chrétien | -           | 248         | -        | 1,22%    | 0.0 %   | - / 31  | 0.0 | Non     |
|       | UNION    | -           | 3.387       | -        | 16,69%   | 0.0 %   | - / 31  | 5.0 | Non     |
| Total | Total    | 20 116      | 20 292      | 100 %    | 100 %    |         | 31      |     |         |

| Collège           | Collège               |
| ----------------- | --------------------- |
| Bourgmestre       | Laurent Devin (PS)    |
| Échevins          | Kevin Van Houter (PS) |
| Échevins          | Larissa Davoine (PS)  |
| Échevins          | Thomas Beaujean (PS)  |
| Échevins          | Marjorie Alongi (PS)  |
| Échevins          | Philippe Labar (PS)   |
| Échevins          | Cécile Corso (PS)     |
| Président du CPAS | Frédéric Tilmant (PS) |

### Résultats des élections communales
Résultats des élections et répartitions des sièges au conseil communal depuis la fusion des communes (1977). Le conseil communal de Binche, y compris le bourgmestre et les échevins, est actuellement composé de 31 membres (commune de 30 000 à 34 999 habitants). Le collège des bourgmestre et échevins de Binche comprend quant à lui le bourgmestre et 7 échevins.
| Résultats des élections de 1976 | Résultats des élections de 1976 | Résultats des élections de 1976 | Résultats des élections de 1982 | Résultats des élections de 1982 | Résultats des élections de 1982 |
| ------------------------------- | ------------------------------- | ------------------------------- | ------------------------------- | ------------------------------- | ------------------------------- |
| Parti                           | Votes (19 179)                  | Sièges                          | Parti                           | Votes (18 975)                  | Sièges                          |
| PS                              | 9 657 (50,4 %)                  | 18                              | PS                              | 10 994 (57,9 %)                 | 20                              |
| PSC                             | 4 968 (25,9 %)                  | 8                               | RC                              | 5 598 (29,5 %)                  | 10                              |
| PRL                             | 2 134 (11,1 %)                  | 3                               | UAC                             | 1 490 (7,9 %)                   | 1                               |
| RW                              | 1 507 (7,9 %)                   | 2                               | PCB                             | 893 (4,7 %)                     | 0                               |
| PCB                             | 913 (4,8 %)                     | 0                               |                                 |                                 |                                 |
| Résultats des élections de 1988 | Résultats des élections de 1988 | Résultats des élections de 1988 | Résultats des élections de 1994 | Résultats des élections de 1994 | Résultats des élections de 1994 |
| Parti                           | Votes (18 850)                  | Sièges                          | Parti                           | Votes (18 286)                  | Sièges                          |
| PS                              | 10 882 (57,7 %)                 | 20                              | PS                              | 10 350 (56,6 %)                 | 21                              |
| PSC                             | 3 228 (17,1 %)                  | 5                               | NG                              | 2 952 (16,1 %)                  | 5                               |
| AGIR                            | 3 036 (16,1 %)                  | 4                               | OSER                            | 2 214 (12,4 %)                  | 3                               |
| ECOLO                           | 1 577 (8,4 %)                   | 2                               | ECOLO                           | 1 394 (7,6 %)                   | 1                               |
| PTB                             | 127 (0,7 %)                     | 0                               | GU                              | 1 160 (6,3 %)                   | 1                               |
|                                 |                                 |                                 | PTB                             | 216 (1,2 %)                     | 0                               |
| Résultats des élections de 2000 | Résultats des élections de 2000 | Résultats des élections de 2000 | Résultats des élections de 2006 | Résultats des élections de 2006 | Résultats des élections de 2006 |
| Parti                           | Votes (19 129)                  | Sièges                          | Parti                           | Votes (20 537)                  | Sièges                          |
| UNION                           | 9 131 (47,7 %)                  | 16                              | UNION                           | 9 432 (45,93 %)                 | 16                              |
| PS                              | 6 513 (34,0 %)                  | 11                              | PS                              | 8 154 (39,70 %)                 | 14                              |
| PRL-MCC                         | 2 287 (12,0 %)                  | 3                               | MRB                             | 1 367 (6,66 %)                  | 1                               |
| ECOLO                           | 1 198 (6,3 %)                   | 1                               | ECOLO                           | 844 (4,11 %)                    | 0                               |
|                                 |                                 |                                 | MCB                             | 579 (2,82 %)                    | 0                               |
|                                 |                                 |                                 | DLC                             | 161 (0,78 %)                    | 0                               |
| Résultats des élections de 2012 | Résultats des élections de 2012 | Résultats des élections de 2012 | Résultats des élections de 2018 | Résultats des élections de 2018 | Résultats des élections de 2018 |
| Parti                           | Votes (20 288)                  | Sièges                          | Parti                           | Votes (20 292)                  | Sièges                          |
| UNION                           | 4 748 (23,4 %)                  | 7                               | UNION                           | 3 387 (16,69 %)                 | 5                               |
| PS                              | 11 573 (57,04 %)                | 20                              | PS                              | 11 566 (57,00 %)                | 20                              |
| MR                              | 2 672 (13,17 %)                 | 3                               | MR-CI                           | 3 164 (15,59 %)                 | 5                               |
| CDH                             | 1 295 (6,38 %)                  | 1                               | ECOLO                           | 1 272 (6,27 %)                  | 1                               |
| Résultats des élections de 2024 |                                 |                                 |                                 |                                 |                                 |
| Parti                           | Votes (25 503)                  | Sièges                          | Parti                           | Votes (..)                      | Sièges                          |
| PTB                             | 2 078 (10,33 %)                 | 2                               |                                 |                                 |                                 |
| PS                              | 11 248 (55,92 %)                | 20                              |                                 |                                 |                                 |
| MR-CI                           | 8 194 (25,82 %)                 | 8                               |                                 |                                 |                                 |
| EPB                             | 1 596 (7,93 %)                  | 1                               |                                 |                                 |                                 |

### Habitations sociales de Binche
Le 4 octobre 2005, le premier échevin de la ville, Albert Van Bastelaere (UNION) ainsi que le directeur gérant de la société Habitations sociales de Binche et environs, Philippe Gaillard, sont placés sous mandat d'arrêt. Les deux hommes sont inculpés d'abus de biens sociaux, de corruption active et sont écroués à la prison de Jamioulx. Quelques jours après cette arrestation, Van Bastelaere est privé de ses attributions scabinales.

### Élections du 8 octobre 2006
D'après les résultats du scrutin, le parti UNION, cartel composé du Mouvement socialiste (Belgique) du bourgmestre sortant André Navez, du cdH, du parti local Oser et d'indépendants, dispose de 16 sièges sur 31. Le Parti socialiste conduit par la ministre-présidente de la Communauté française de Belgique, Marie Arena, récolte 14 sièges, le dernier siège revenant au Mouvement réformateur binchois mené par Jérôme Urbain (25 ans). Même si, de chaque côté, on affirme qu'il n'y a pas eu de «pratique de débauchage», tant dans le parti UNION qu'au sein du PS binchois, la tentation de récupérer l'un ou l'autre siège du camp adverse en vue de conforter une majorité est grande.
Un véritable coup de théâtre se produit lorsqu'une élue du parti UNION, Marie-Rose Trézegnies, décide de quitter le parti, de siéger comme indépendante et de s'allier avec le PS et le MR binchois. La nouvelle coalition négociée par Marie Arena (PS) et Olivier Chastel (MR) dispose donc de 16 sièges sur 31 et compte présenter son pacte de majorité le 4 décembre 2006.
Scandalisés, les élus d'UNION décident alors d'organiser une manifestation chaque vendredi sur la Grand-Place de Binche. La première manifestation rassemblera environ 1 500 personnes.
Le premier conseil communal de la nouvelle mandature tenu le 4 décembre 2006 à l'hôtel de ville de Binche se déroule dans une ambiance électrique et fait la une des journaux télévisés le lendemain : Marie-Rose Trézegnies est la cible des invectives d'une foule de partisans du bourgmestre sortant André Navez. Ce dernier crée la polémique lorsqu'il annonce qu'un élu PS, Philippe Labar, ne peut prêter serment, étant donné qu'il occupe un poste d'enseignant dans cette même commune. Labar décide alors de remettre sa lettre de démission en séance, ce qu'André Navez refuse, demandant alors l'expulsion de Labar de l'hôtel de ville par la police. Le résultat étant de 15 voix de chaque côté, un nouveau conseil communal est tenu le 15 décembre 2006 pour régler la situation. Ce jour-là, les membres de la nouvelle majorité PS-MR peuvent désormais prêter serment : Laurent Devin (PS), élu PS ayant remporté le plus grand nombre de voix devant Marie Arena, devient bourgmestre de Binche et Jérôme Urbain, élu MR devient 1er Echevin.

### Élections de 2012 et 2018
Lors des élections d'octobre 2012, le PS retrouve la majorité absolue au conseil communal et Laurent Devin est réélu bourgmestre. Aux élections communales de 2018, le PS obtient de nouveau la majorité absolue. Laurent Devin, réélu bourgmestre, ouvre toutefois la majorité socialiste communale au MR-CI.

### Jumelage
- Maromme (France)

### Sécurité
- Zone de Police 5912 Binche-Anderlues-Leernes[26], route de Charleroi.
- ZHC - Poste de secours de Binche[27], rue de la Pépinière.

## Patrimoine et culture

### Patrimoine architectural et sites

#### Religieux

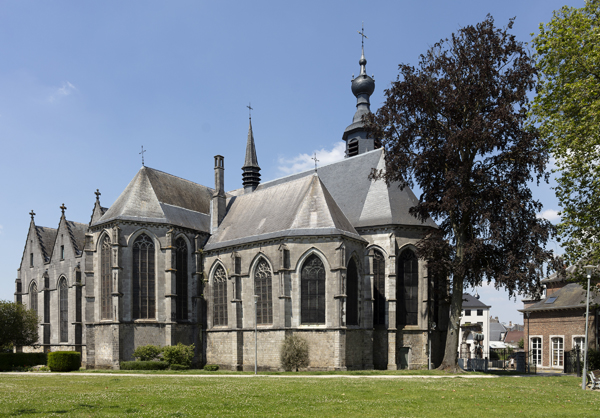
La collégiale Saint-Ursmer.

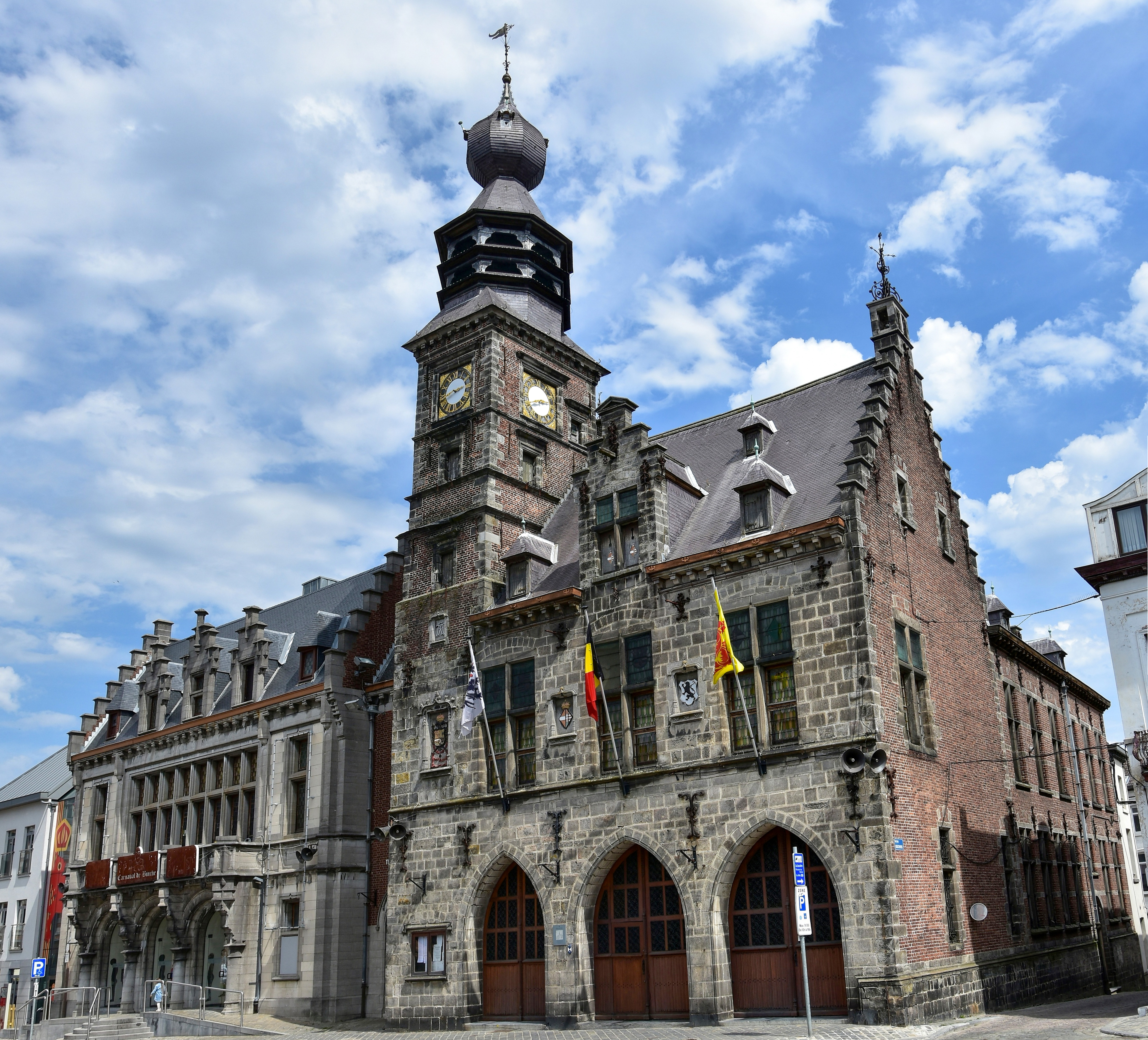
L'hôtel de ville avec son beffroi.

- La collégiale Saint-Ursmer (XVe et XVIIe siècles).La Collégiale Saint-Ursmer : elle incorpore quelques vestiges du monastère Sainte-Marie, qui a présidé à la naissance de la ville de Binche[28]. La collégiale actuelle remonte au XIIe siècle et est de style roman. Le chapitre de la collégiale de Lobbes est transféré à Binche en 1409, est l'église devint une collégiale et donne le nom du patron de la collégiale de Lobbes. Au début du XVe siècle quand la communauté religieuse est transféré, les chanoines de Lobbes sont arrivés à Binche avec les reliques de Saint-Ursmer. Le remarquable trésor de la collégiale de Binche est le bras-reliquaire de saint Jacques, bras-reliquaire de saint Pierre, buste-reliquaire de saint Ursmer, etc. Le sanctuaire à contribué à l'essor de la ville de Binche au Moyen-âge[29]. La collégiale est restaurée en 1897 et en septembre 2021.

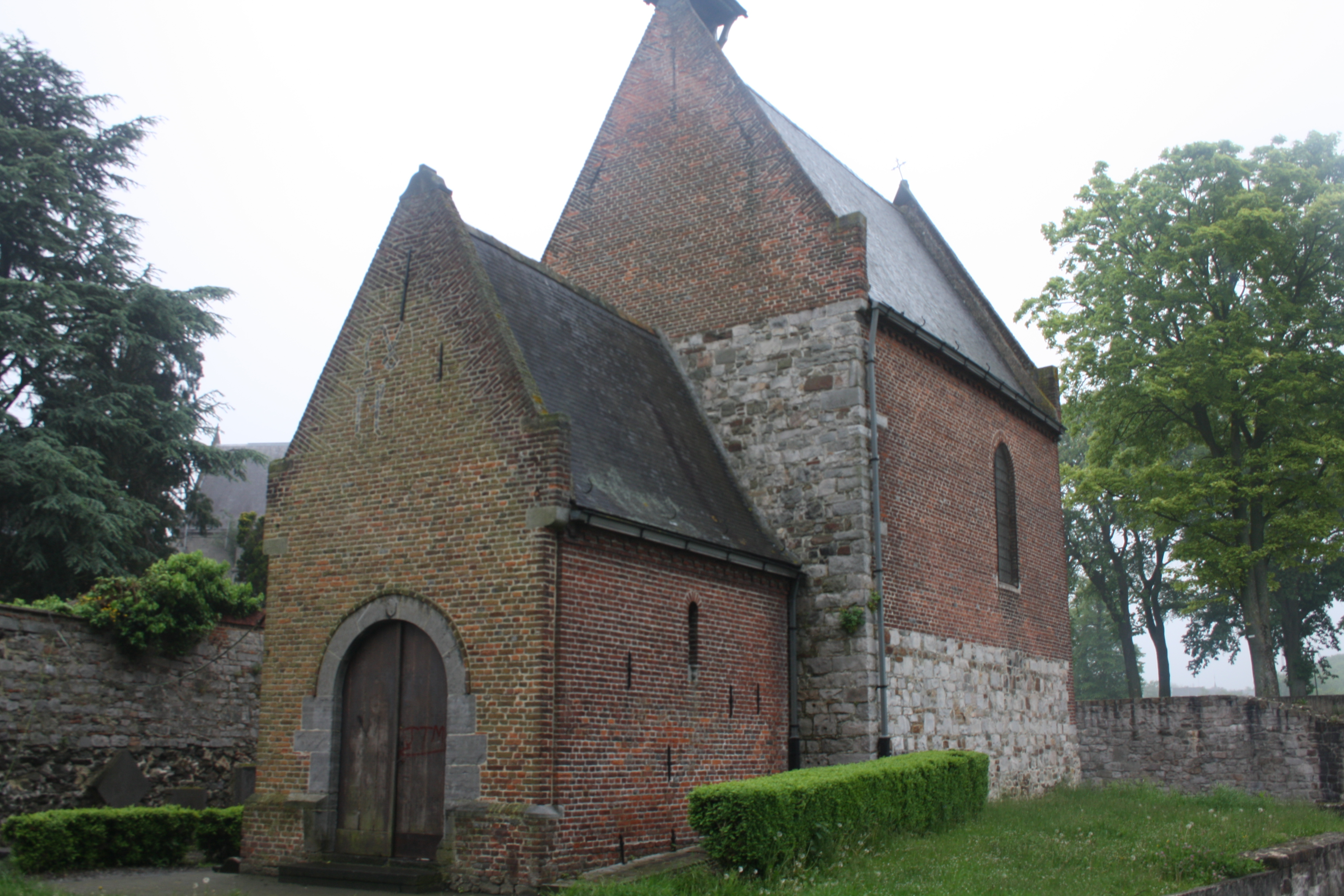
La chapelle Saint-André, située dans le parc communal.

- La chapelle Saint-André, située dans le parc communal.L'église du Saint-Sacrement, dite « des Récollets » . Construite à l'époque où l'ancien palais de Marie de Hongrie en ruine servait de carrière il est probable que les matériaux ont été utilisés pour l'édification de l'église provienne du palais. La nef a été reconstruite en 1767 et les fenêtres ont été adaptés en style néo-gothique en 1878[30]. Cette église a été incendiée en juin 2022, et est depuis soutenue par un échafaudage. Lors du passage de la tempête Ciarán, une brique est tombée de l'édifice, provoquant la fermeture de la rue des Récollets durant plusieurs jours[31].
- Le couvent des Récollets. En 1598, la communauté fut installée sur l'emplacement de l'ancien béguinage de Cantimpré. Les bâtiments actuels sont construits au cours du XVIIIe siècle. En 1798, les religieux sont expulsés et les bâtiments sont occupés par les Dames du Sacré-Cœur en 1822 puis par les Servantes du Saint-Sacrement en 1880[32]. En 1894, la ville de Binche vend une partie du couvent à une religieuse d'Angers. En 1976, l'église devient paroissiale et l'ancien couvent devient une maison de repos[30].

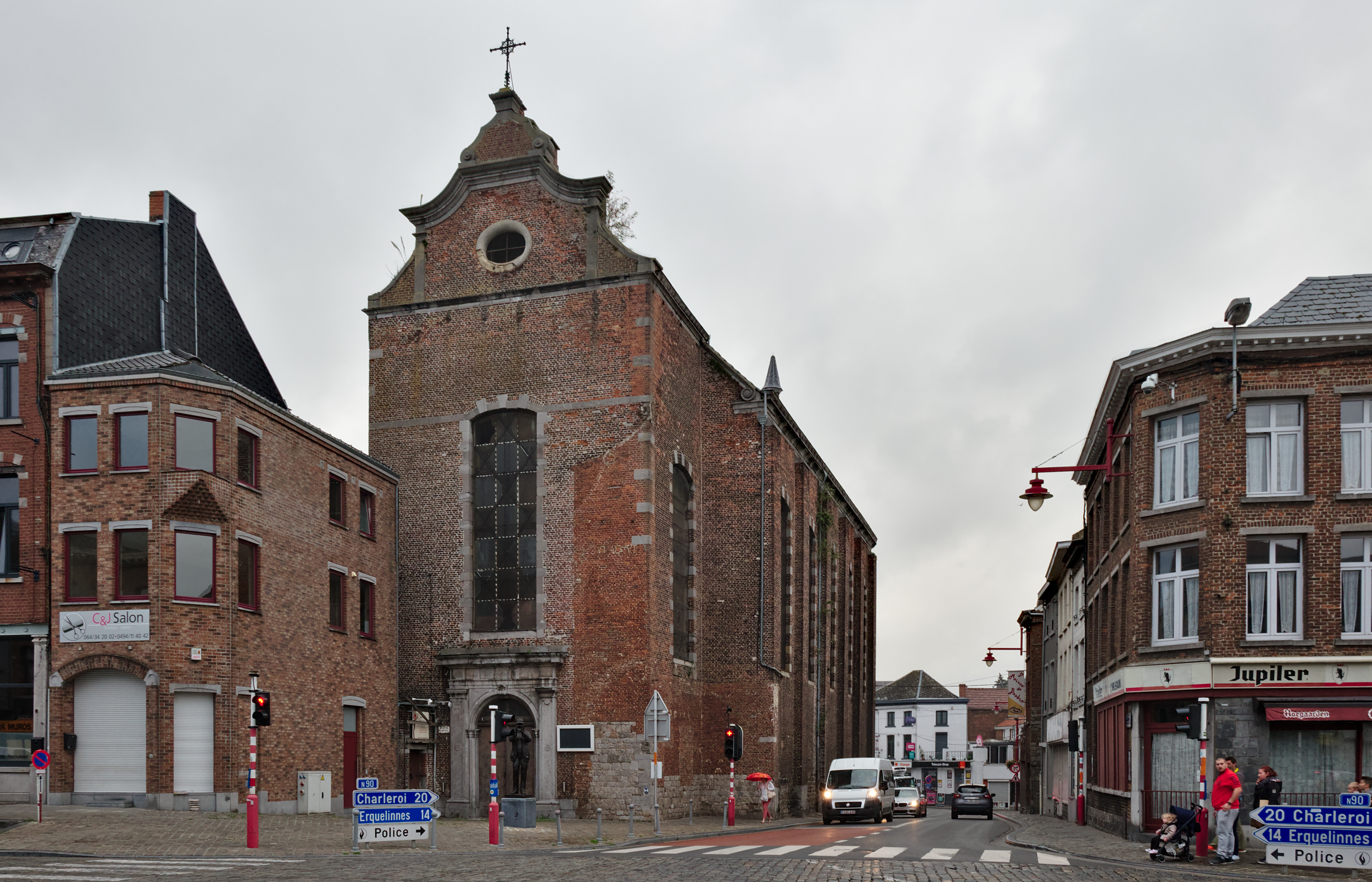
L'église Sainte-Elisabeth dite des Récollets avant l'incendie de 2022.

- L'église Sainte-Elisabeth dite des Récollets avant l'incendie de 2022.L'ancien prieuré de Prisches[28]. Le domaine de Prisches était une prévôté qui dépendait de l'abbaye Sainte-Rictude de Marchienne au Moyen Âge. Le château est composé d'une cour et d'un jardin clôturé par une muraille[33].
- L'église du Sacré-Cœur : construite en 1931 par l'architecte Pire[34], elle se situe sur l'avenue de Burlet.
- L'ancien refuge de l'abbaye de Bonne-Espérance[28]. Reconstruit au début du XVIe siècle et transformé en musée archéologique dans les années 50 et abandonné par manque de gestion et c'est dans les années 80 qu'on entreprit une étude archéologique complète de ce monument et suivie de sa restauration[35].
- La chapelle Sainte-Anne de Battignies : érigée par l'abbé de Marchiennes-en-Ostrevent, Jean de Jonquoy[28]. Construite aux XVIe et XVIIe siècles en style néo-gothique, c'est un petit édifice composé d'une nef rectangulaire et d'un chevet à trois pans et surmonté d'un clocheton. À l'intérieur de la chapelle, des œuvres d'art sont conservées : une statue de sainte Anne trinitaire en chêne polychromé contemporaine, un Christ gothique en bronze doré ainsi que deux têtes d'angelots en chêne de style Renaissance datant du premier tiers du XVIIe siècle[36].
- L'église Notre-Dame du Travail[37]. De style art-déco construite sur les plans de l'architecte Baltazan[38]. Reprise sur la liste du patrimoine immobilier exceptionnel de la Wallonie.
- La chapelle Saint-André[39]. Aussi appelée chapelle du Vieux cimetière, datant du XVIe et XVIIe siècles[40].L'hôtel de ville avec son beffroi. La Justice de Paix, bâtie au début du XXe siècle.

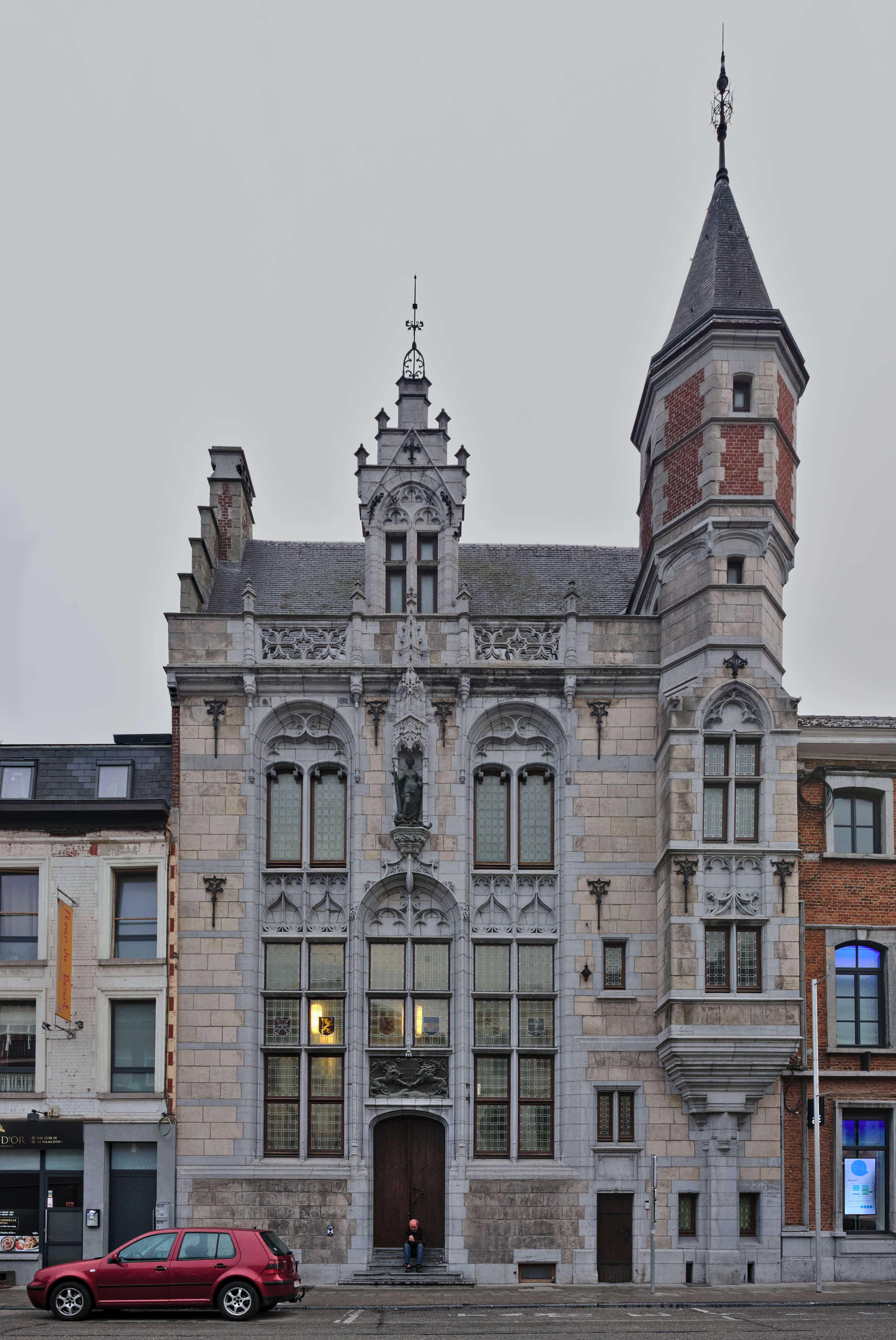
La Justice de Paix, bâtie au début du XXe siècle.

#### Civils
- L'hôtel de ville : construit au XIVe siècle[41], le rez-de-chaussée accueillit une boucherie communale[42]. Il est restauré entre 1896 et 1899[42], puis en 2023. L'hôtel de ville est classé le 15 janvier 1936[43].
  - Le beffroi de la ville figure au patrimoine mondial de l'UNESCO.
- Le théâtre communal. Érigé en 1933-34 selon les plans de l'architecte Saintenoy[44], il remplace l'ancien vaux-hall érigé sous la période hollandaise, le théâtre fut transformé en 1990 et inauguré en 1997[45].
- Les ruines du château comtal : ancienne résidence royale de Marie de Hongrie, construite entre 1546 et 1549, et détruite en 1554 par les soldats du roi Henri II de France.
- Le Centre de la Dentelle : association fondée en 1989 et possédant un magasin et lieu d'expositions (« Le Fuseau ») sur la Grand Place, ainsi qu'un atelier de confection dans la rue Saint-Moustier.
- La justice de paix : bâtie en 1902 par l'architecte Paul Saintenoy en style néo-gothique[46]’[47], et se situe dans l'avenue Charles Deliège. Monument classé le 7 juin 1978[47].
- L'hôtel des postes : construit en 1895 par l'architecte Janlet[48]’[47]. La rue Carlo Mahy, située à côté, a été dégagée vers 1909, passant du statut de ruelle à celui de route résidentielle.
- La gare de Binche : le premier bâtiment a été inauguré en 1857[49], puis démoli en 1905-1910 pour construire le bâtiment actuel, conçu par l'architecte Pierre Langerock et est de style néogothique[50]. Ce dernier a été inauguré en 1911 et est classé au patrimoine en 1978.
- Le château de Bois-le-Comte à Buvrinnes construit en 1883 dans un style renaissance flamande et agrandi en 1910.

- L'ancien hôpital Saints-Pierre-et-Paul. Vaste complexe datant des XVIIIe et XIXe siècles qui s'articule autour d'un portail classique du XVIIIe siècle qui fut une maison de retraite, abrite aujourd'hui les services administratifs de la ville de Binche et une bibliothèque[51]. Le bâtiment est classé le 13 octobre 1980[52].

- Le Kursaal, ancien cinéma reconverti en salle polyvalente. Des évènements et spectacles y sont organisés.
- Le patrimoine immobilier classé.

#### Militaire
- Les remparts de la ville repris sur la liste du patrimoine immobilier exceptionnel de la Wallonie.Les remparts.

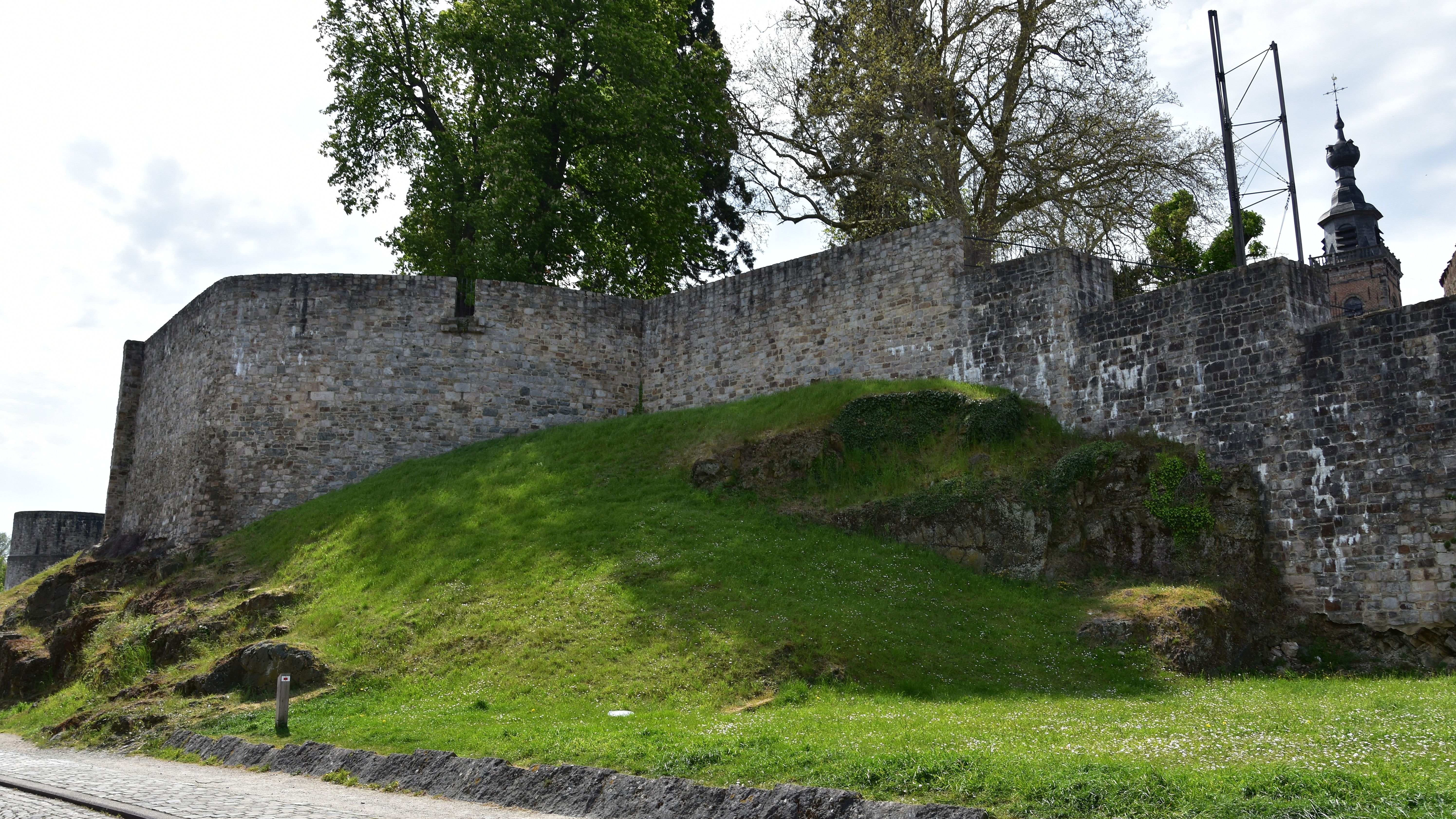
Les remparts.

#### Monuments et statues
- Le monument au Gille : sculpture de Gille installée à l'entrée du parc en 1952[53], est l'œuvre du sculpteur Robert Delnest[53].
- Statue du Paysan, rue de Bruxelles.
- Statue du Marin, place Pont-Martine.

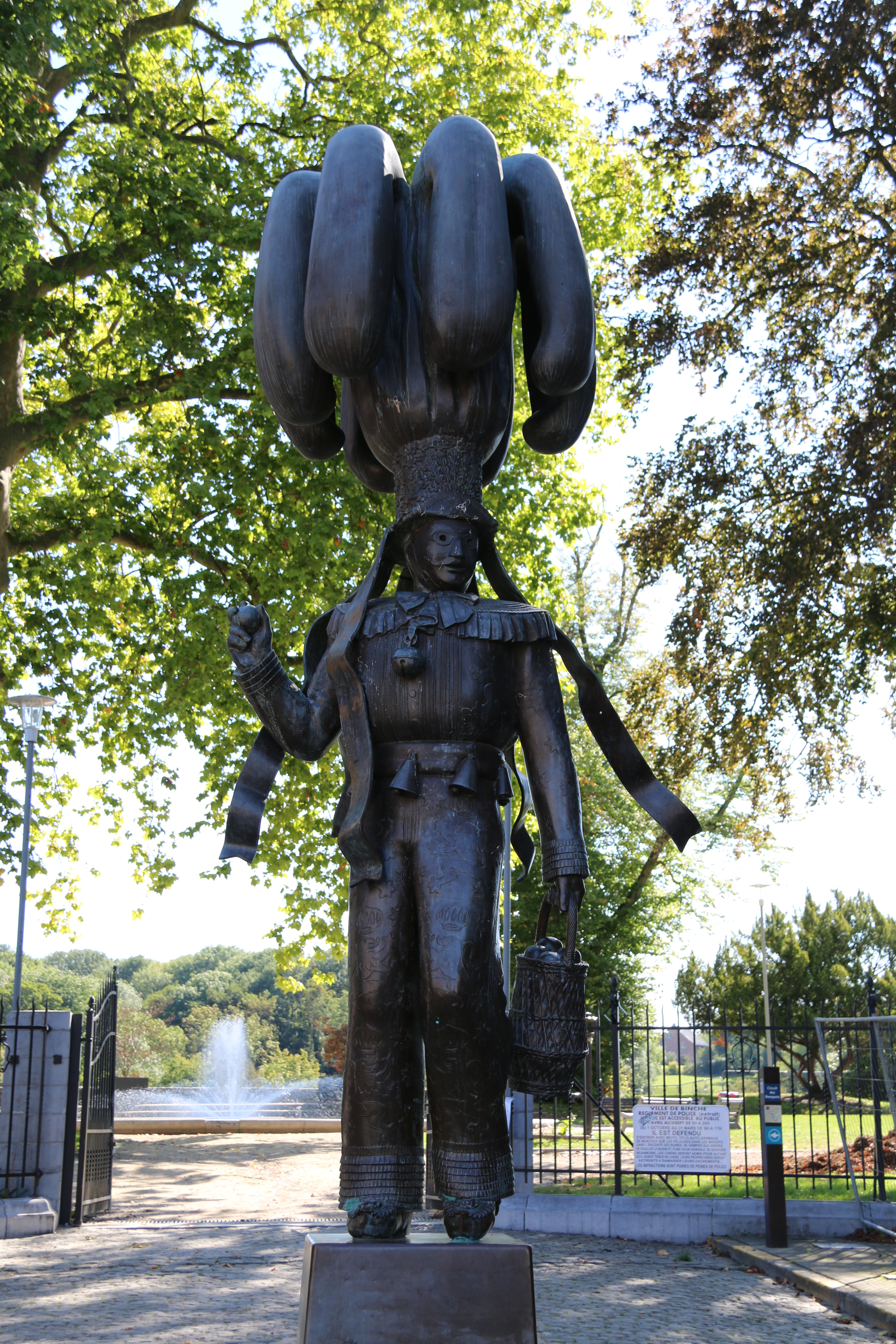
Monument au Gille à l'entrée du parc.

- Monument au Gille à l'entrée du parc.Statue du Tamboureur, rue de la Pépinière.
- Statue du Musicien, avenue Charles Deliège près de l'ancienne église du Saint-Sacrément (Récollets).
- Statue du Pierrot, rue Saint-Paul.
- Statue du Joueur de viole, rue Georges Dehavay.
- Statue de l'Arlequin dans la cour du musée du Carnaval.
- Fontaine de l'Indépendance de la Belgique inaugurée en 1932[54]. Elle est située au centre du square Derbaix.
- Les statues d'Arnould de Binche, Marguerite d'York, Baudouin le Bâtisseur et de Yolande de Gueldre, personnages qui ont jalonné l'histoire de la ville[55]. Situées sur des colonnes sur le square Derbaix.
- Les mémoriaux de René Legaux, André Boussart et de Charles Deliège situés dans le parc communal.
- Le caveau des Combattants, inauguré en 1923 dans le cimetière de Binche par le bourgmestre Charles Derbaix[56].
- Stèle de Luc Lange dans le parc (ancien cimetière).
- Plaque en l'honneur de Charles Deliège imposée à l'entrée du musée du Carnaval et du Masque.
- Tombes des soldats du Commonwealth dans le cimetière.

### Culture

#### Musées et centres culturels

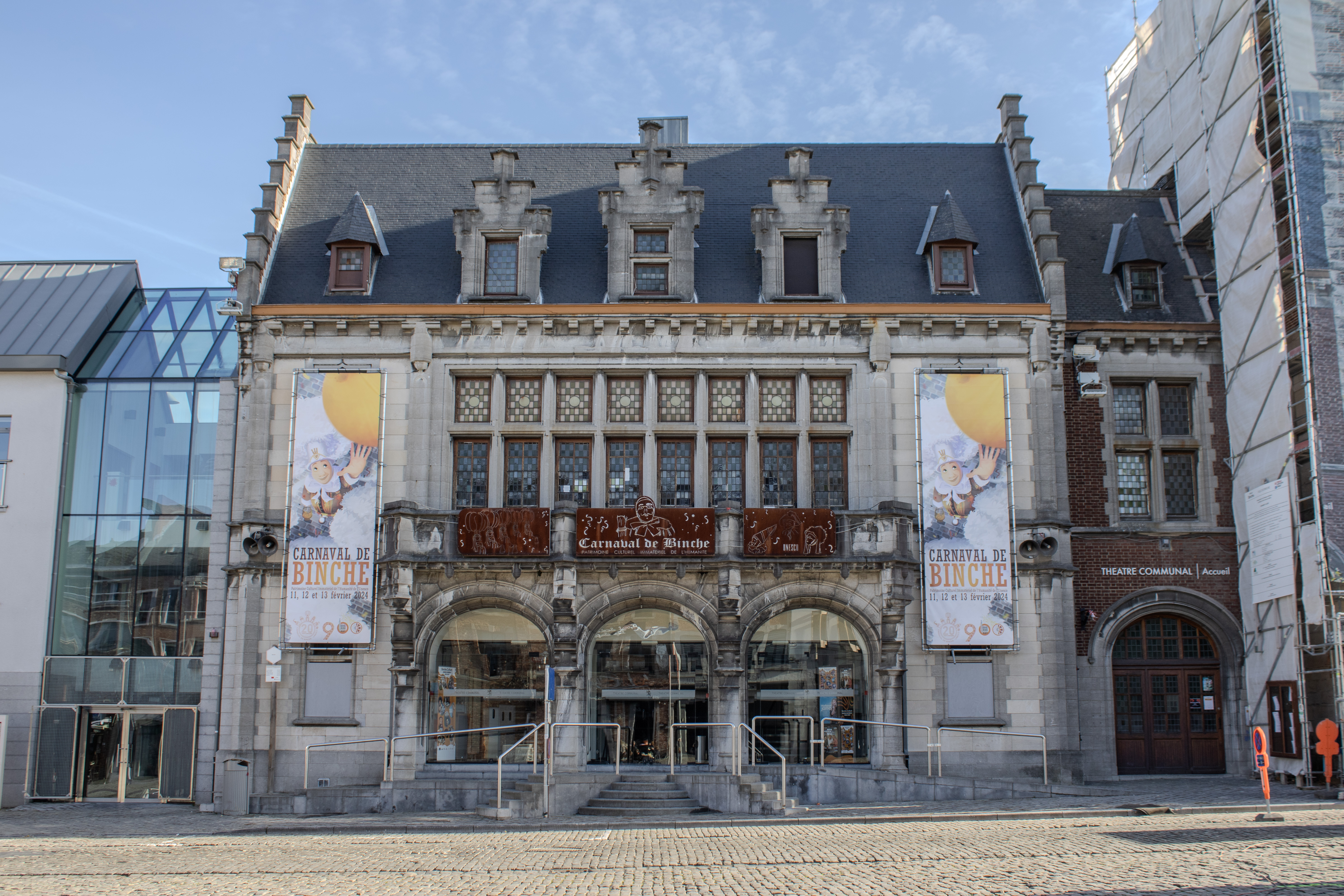
Le théâtre communal.

- Le théâtre communal.Le Musée international du Carnaval et du Masque : situé dans l'ancien bâtiment de l'athénée royal (auparavant collège des Augustins), datant de 1738. Une plaque commémorant l'ancien bourgmestre Charles Deliège (1901-1970) figure à l'entrée du musée.
- Musée gallo-romain et site archéologique de Waudrez.
- Centre de la Dentelle et des Métiers d’Art de Binche fondé en 1989.
- Théâtre communal de Binche.
- Bibliothèque communale de Binche.
- Bibliothèque communale de Péronnes-lez-Binche.

#### Cinéma
La gare de Binche attire de nombreux réalisateurs de films et de documentaires par son impressionnante architecture néogothique ainsi que par son auvent style XIXe siècle sur le quai arrière.
C'est le cas des films :
- Fly me in the moon en 2013 ;
- Une promesse de Patrice Leconte en 2013 ;
- The Missing (série télévisée) à plusieurs reprises dans la première saison comme la gare de la ville française fictionnelle de « Châlons-du-Bois » en 2014 ;
- The Happy Prince avec Rupert Everett en 2018 ;
- Luigi Pirandello en 2023 ;
- Veuillez nous excuser pour la gêne occasionnée avec Elsa Zilberstein et Artus en 2023.

L'église orthodoxe de Péronnes-lez-Binche a été également le lieu de tournage du film Kursk en 2018 avec Colin Firth.

#### Littérature
- Histoire de la ville de Binche, Théophile Lejeune, 1887.
- Le Carnaval de Binche, roman de Léo Claretie, 1900.
- Le carnaval de Binche, Michel Revelard, 2002.
- Un carnaval de Binche pas comme les autres, Stéphanie Vander Meiren et Martine Antoine, 2013.
- Binche 40-45, Frédéric Ansion, 2020.
- Souvenirs du carnaval de Binche, Frédéric Ansion, 2021.
- Eliott fait le Gille pour la première fois, bande dessinée, Sabine Ruol et Nadia Bastin, 2023.
- L'appel de la vengeance, roman policier de Lillian Gallo, 2023.

#### Folklore binchois

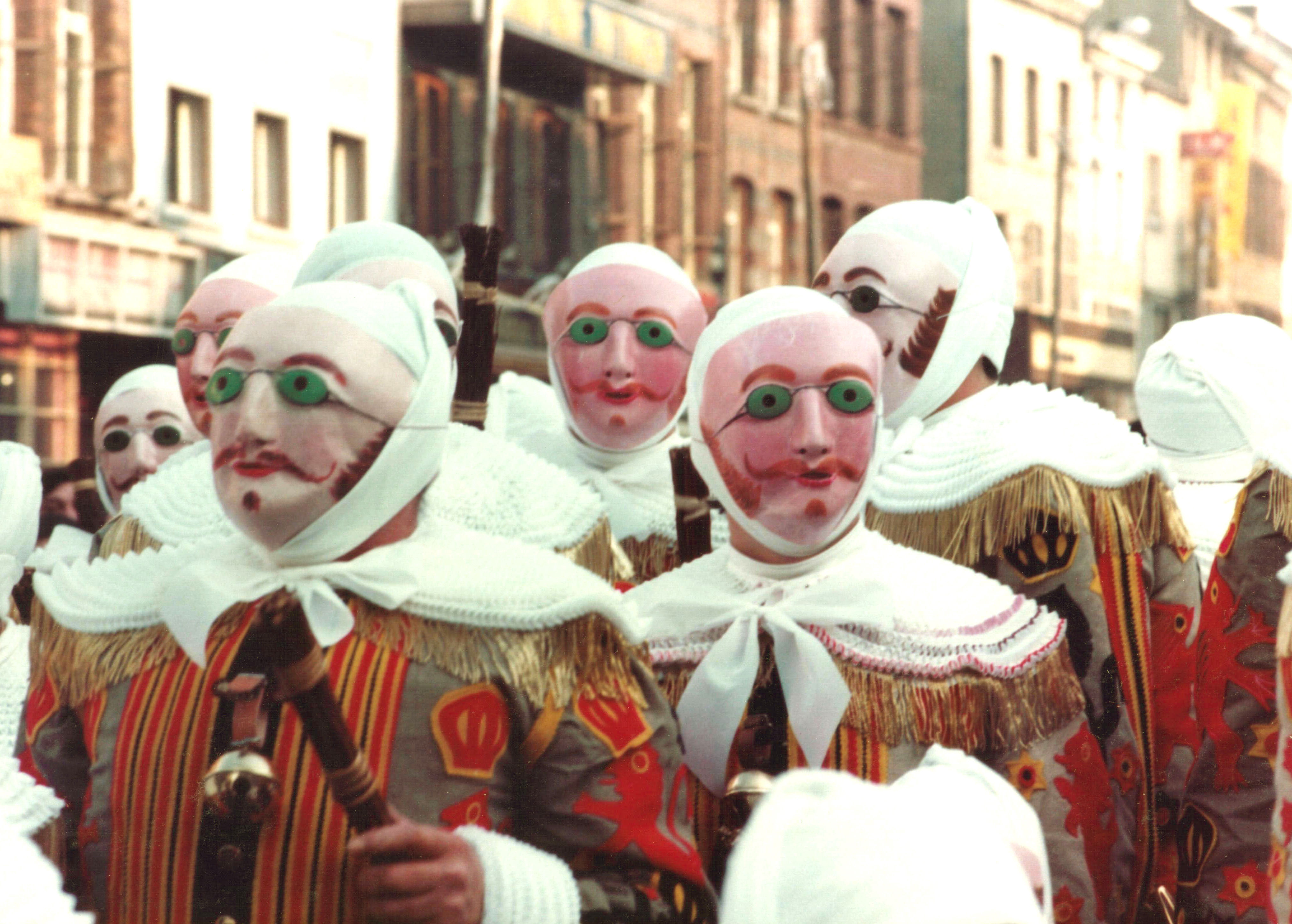
« Gilles portant leur masque de cire ».

Le carnaval de Binche est sans doute le plus célèbre de Belgique,. Chaque année, il attire de plus en plus de visiteurs étrangers, notamment grâce à sa reconnaissance, en 2003, par l'UNESCO comme faisant partie du patrimoine mondial en tant que chef-d'œuvre du patrimoine oral et immatériel de l'humanité.
Tous les Mardis gras, près d'un millier de Gilles arborant des habits chamarrés et des masques de cire envahissent la petite cité du Hainaut. Leur nom viendrait du prénom espagnol « Gil », très courant au XVIe siècle, lorsque l'Espagne occupait les Pays-Bas. Les Binchois se seraient alors inspirés à la fois des conquistadors et des costumes des Incas pour créer la tenue des personnages de leur carnaval.

Vue du carnaval de Binche.
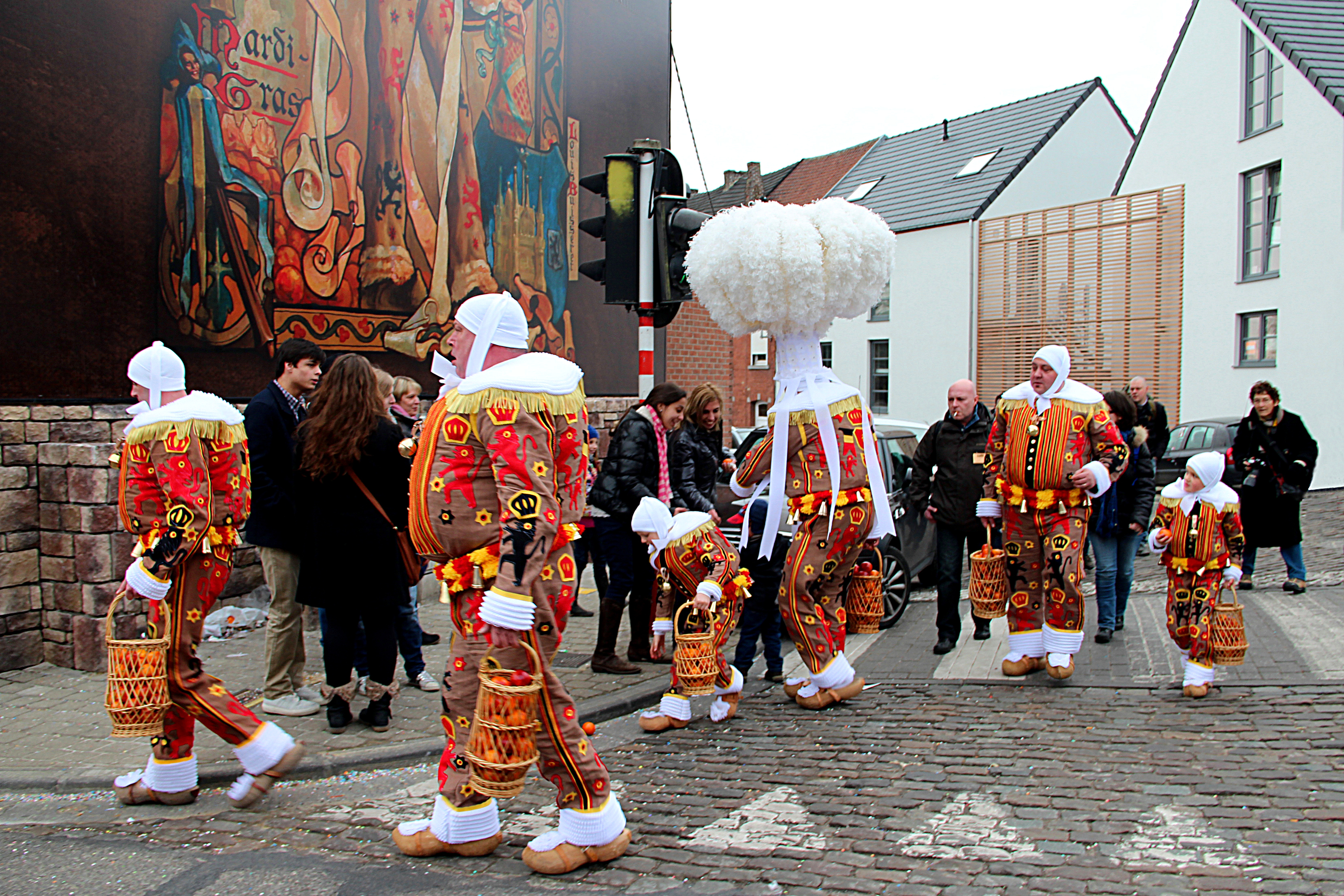
Gilles au croisement des rues de la Pépinière et du Moulin Blanc dans le quartier de Battignies.
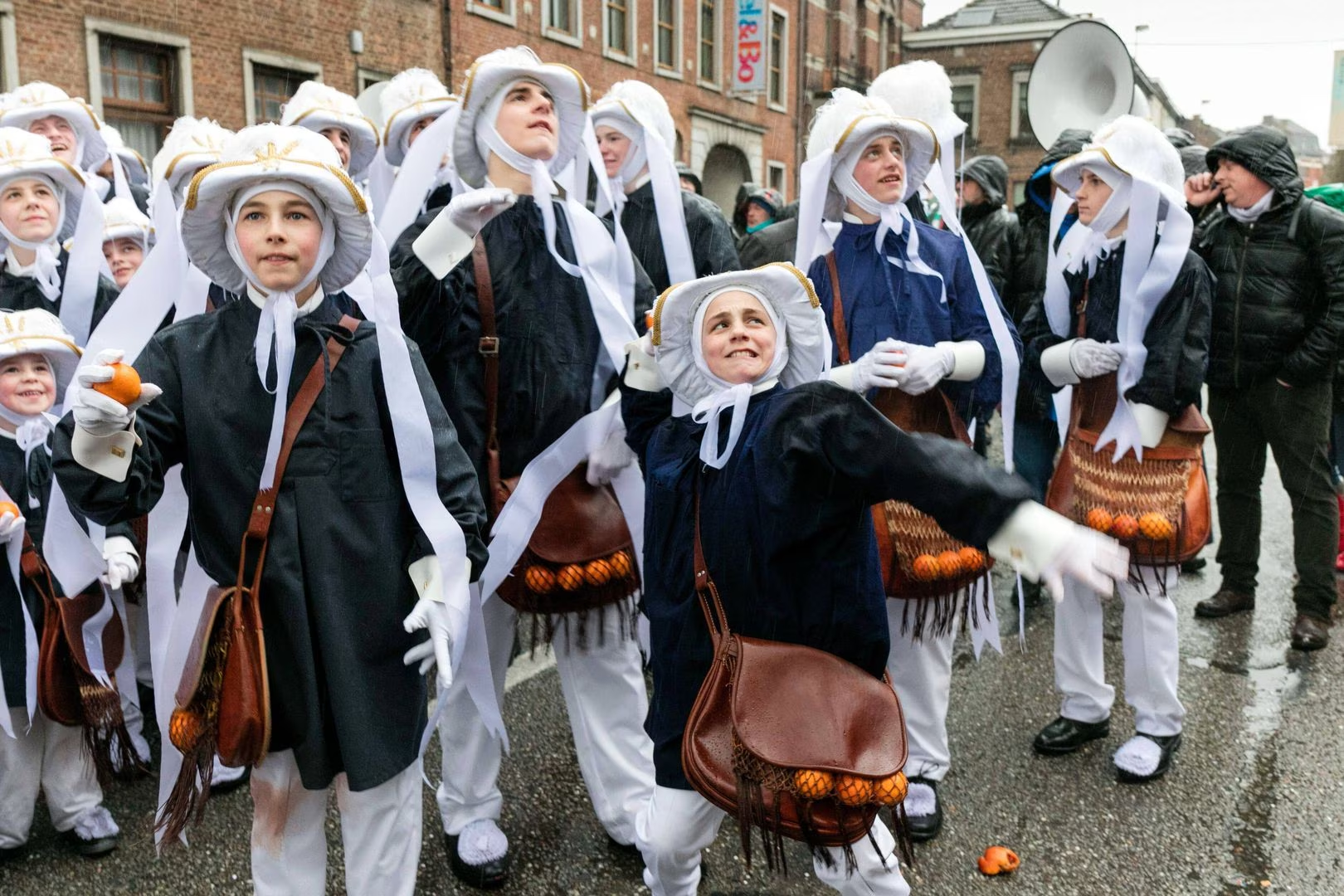
Paysans de Binche.
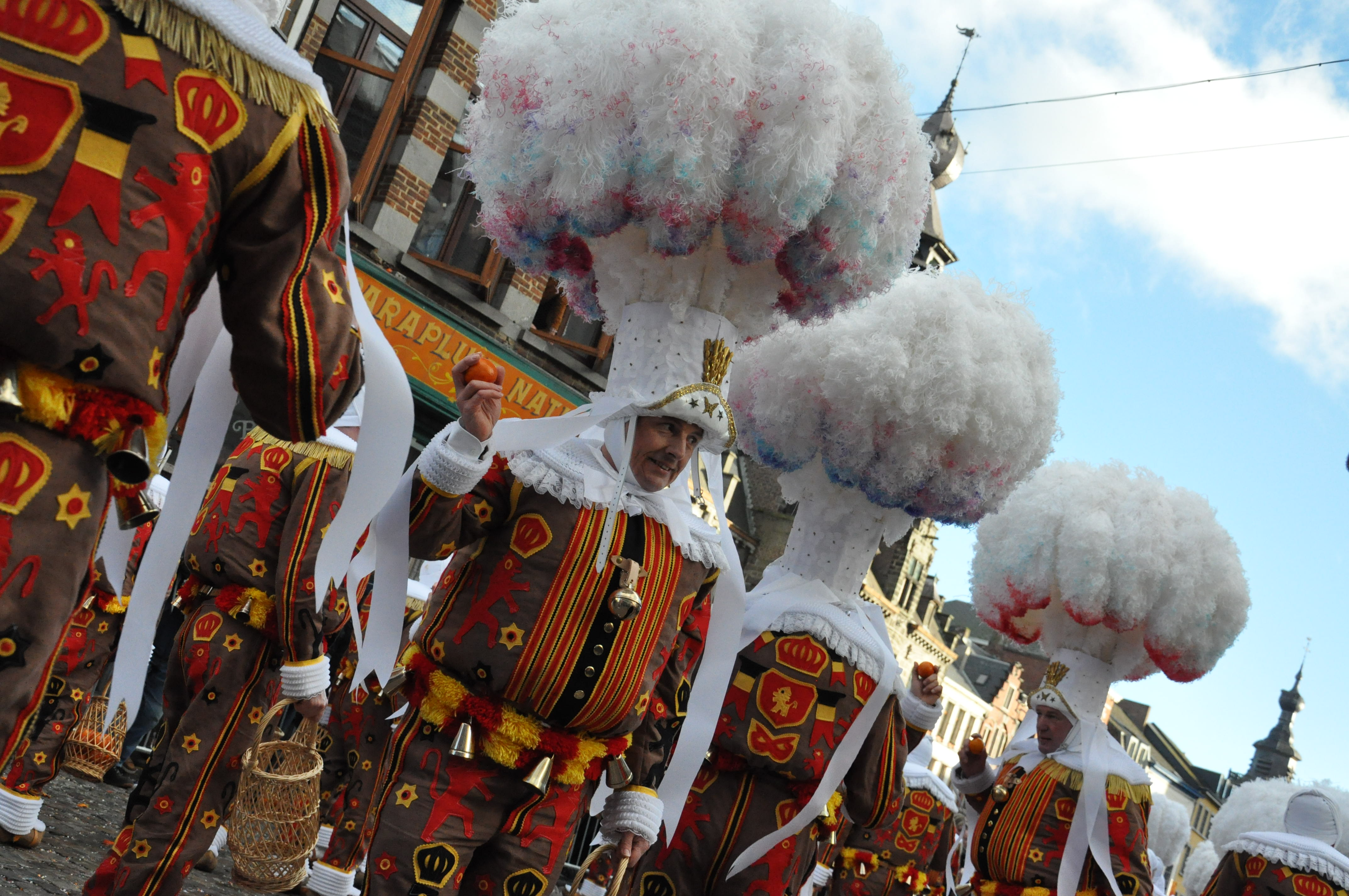
Gilles avec leur chapeaux en plumes d'autruche.

#### Procession religieuse

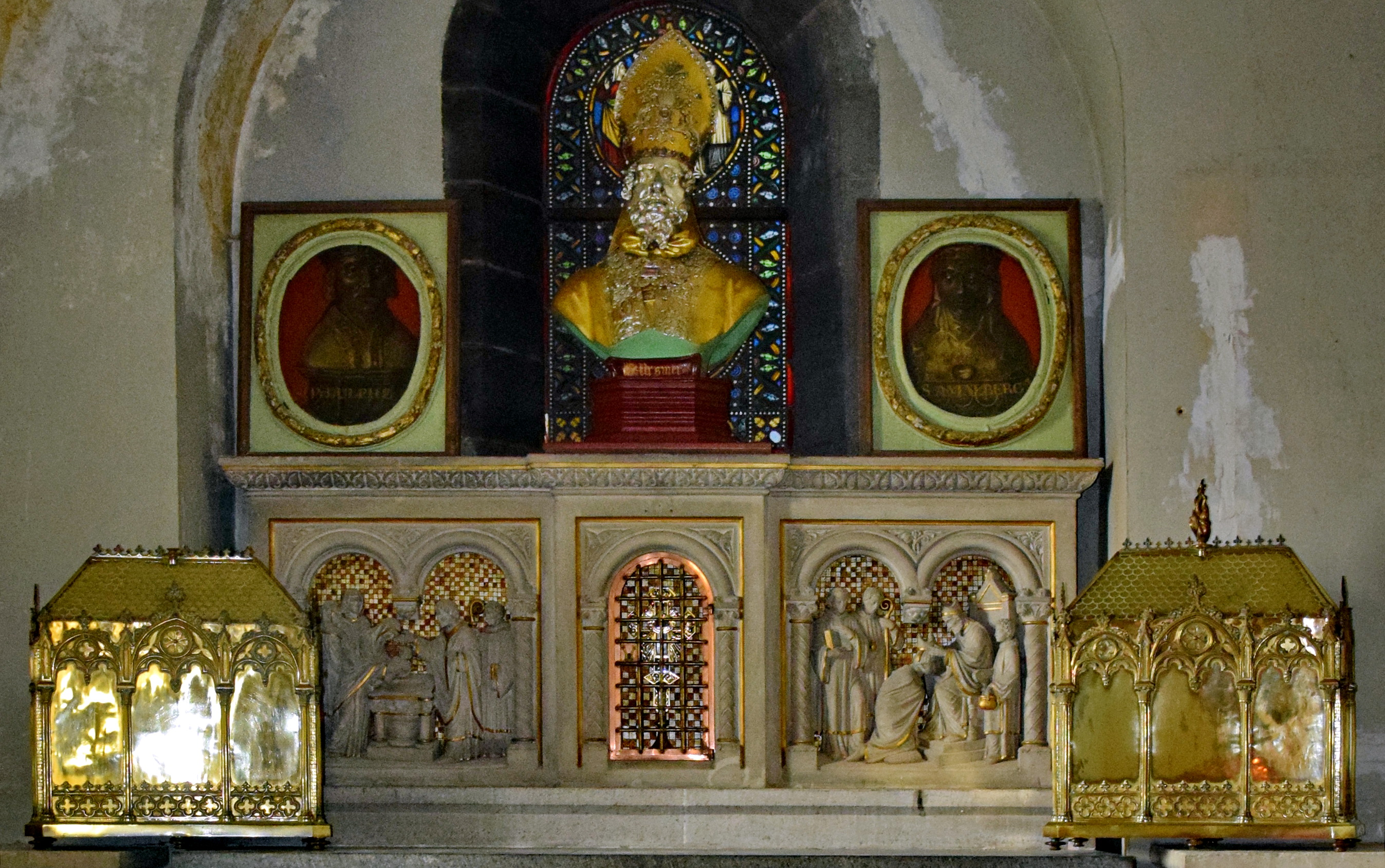
Autel de la chapelle Saint-Ursmer avec buste reliquaire et deux reliquaires situés dans la collégiale.

La procession Saint-Ursmer, chaque année tous les dimanches le plus près du 18 avril en l'honneur du saint patron de la ville.

## Enseignement

### Communales

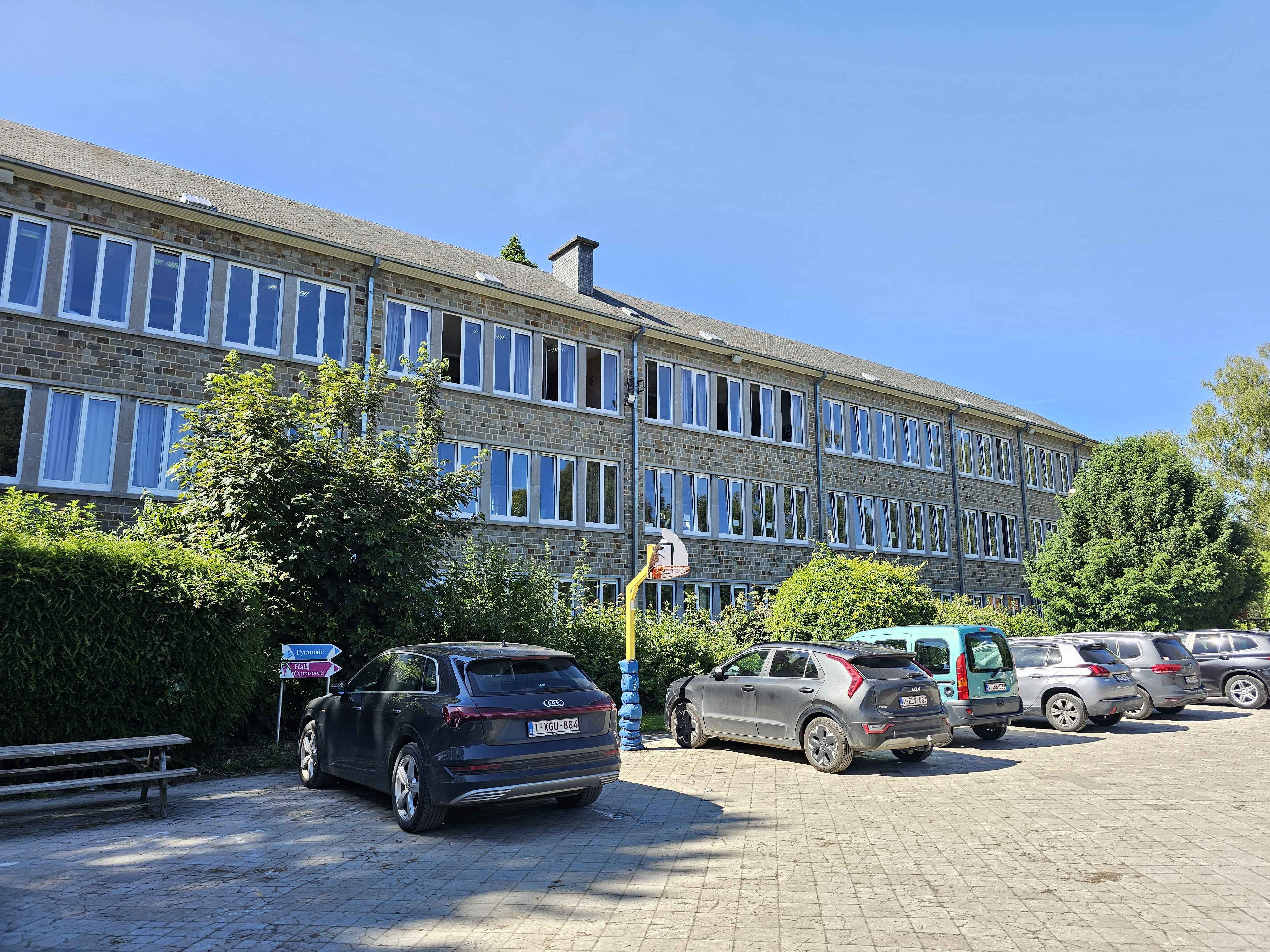
Athénée Royal de Binche, bâtiment des secondaires.

- Athénée Royal de Binche, bâtiment des secondaires.École des Arquebusiers (maternelle).
- École maternelle Versailles.
- École de la Pépinière (maternelle).

### Autres
- Collège Notre-Dame de Bonsecours (sections primaire et secondaire).
- Institut du Sacré-Cœur (sections maternelle et primaire).
- Institut Provincial Charles Deliège (secondaire professionnel).
- Athénée Royal de Binche (sections maternelle, primaire et secondaire).

### Académie
- Académie des Beaux-Arts de Binche.

## Galerie

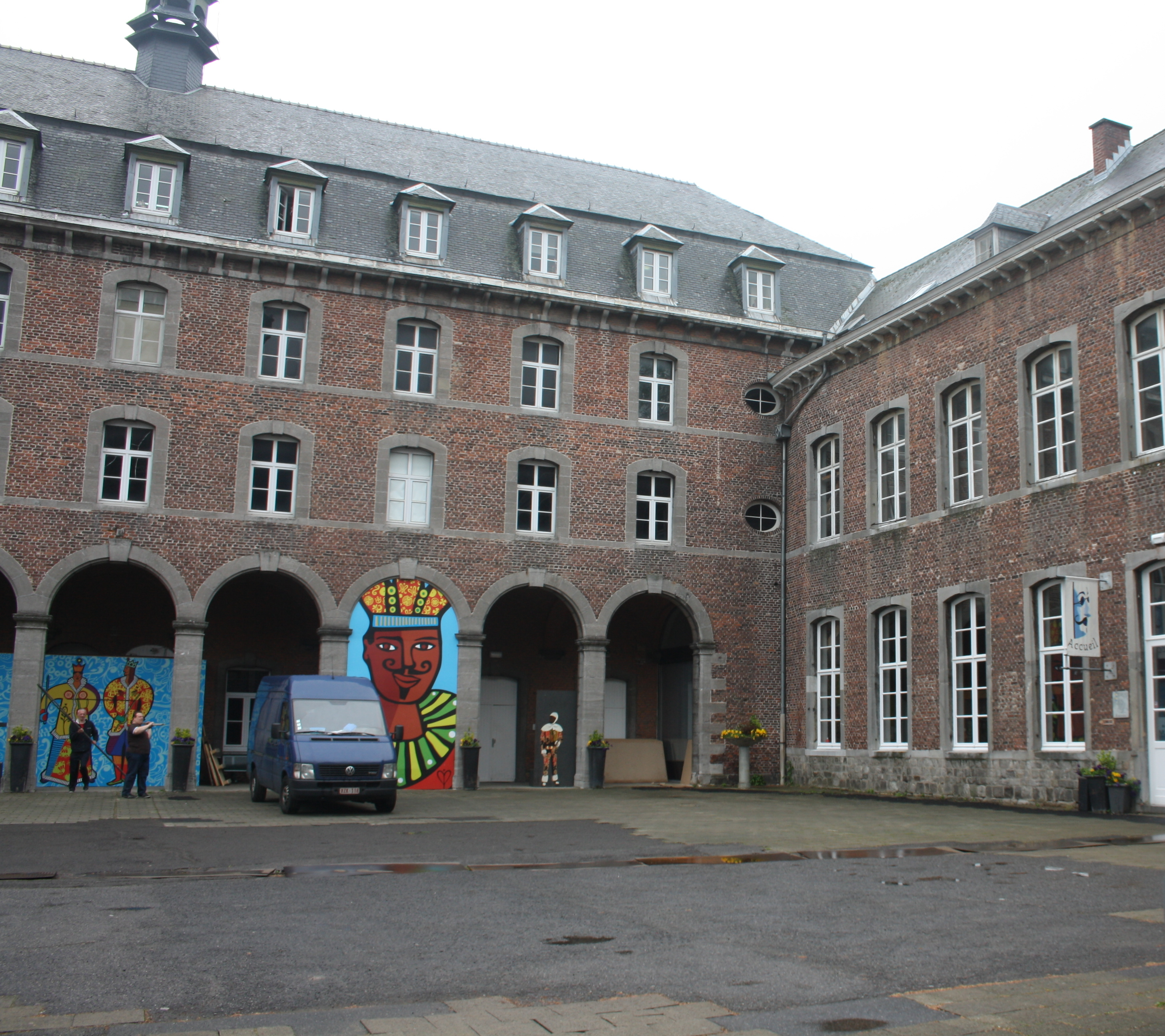
La cour intérieure du musée du Carnaval et du Masque.
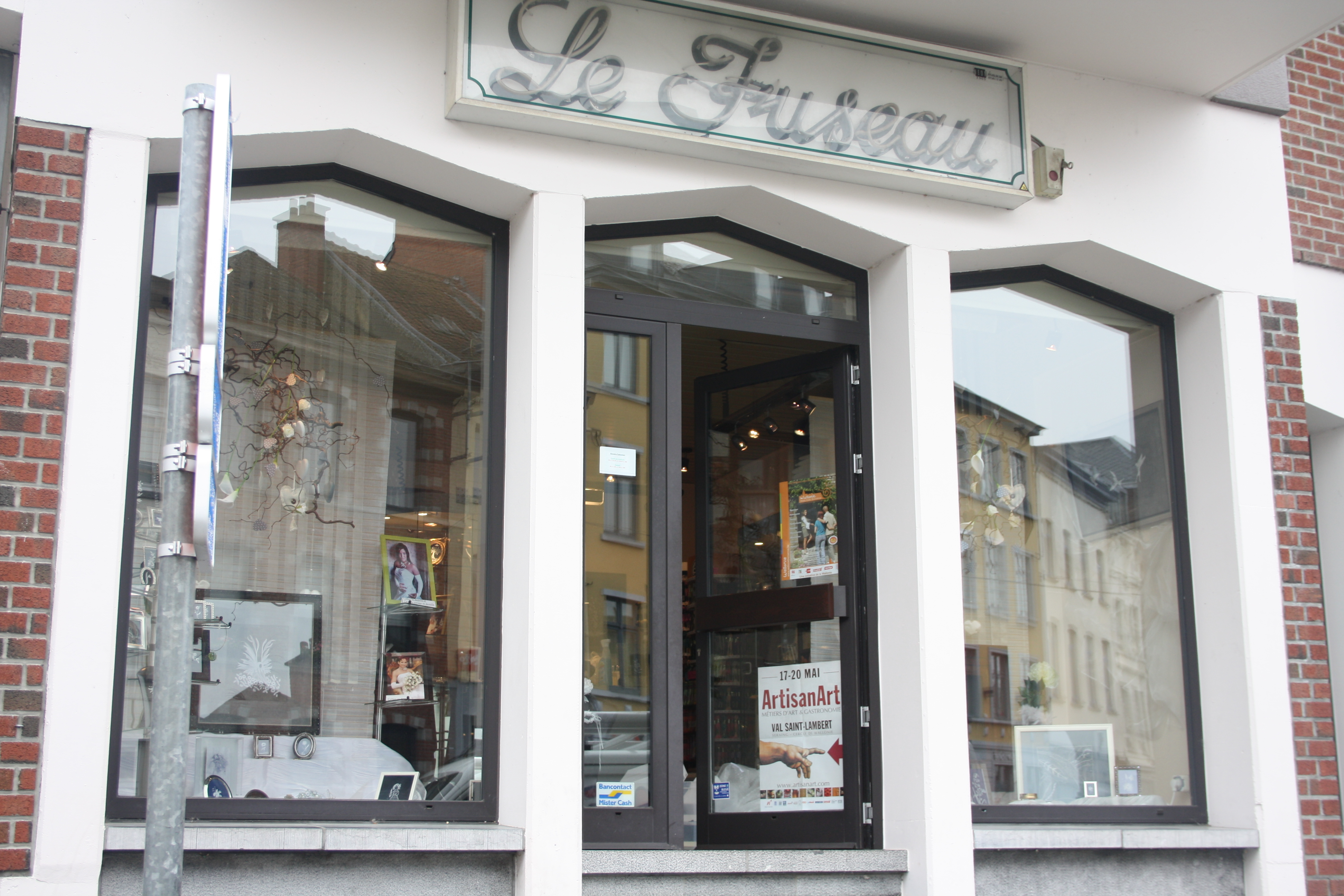
Façade du centre sur la Dentelle et enseigne « Le Fuseau ».
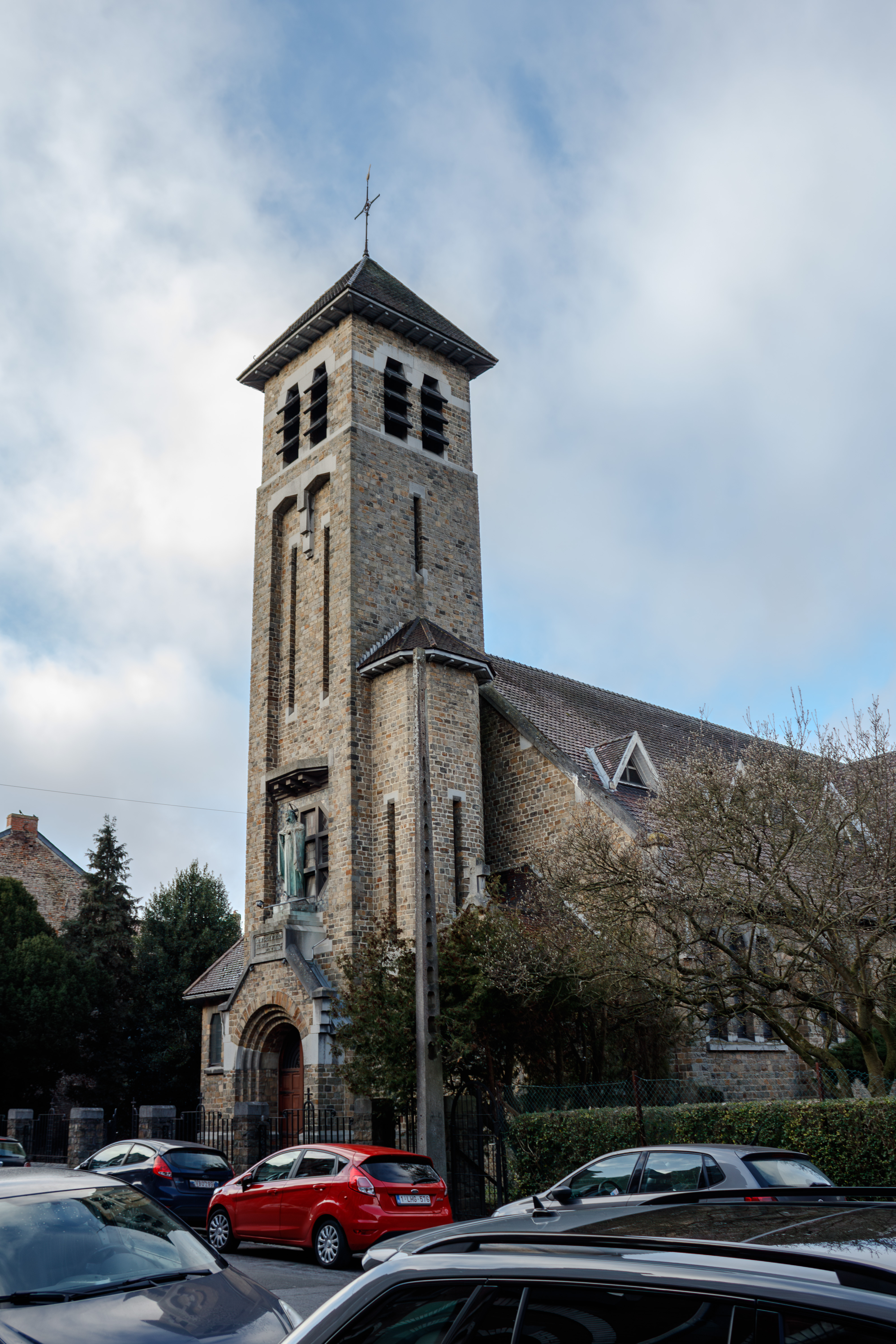
L'église du Sacré-Cœur.
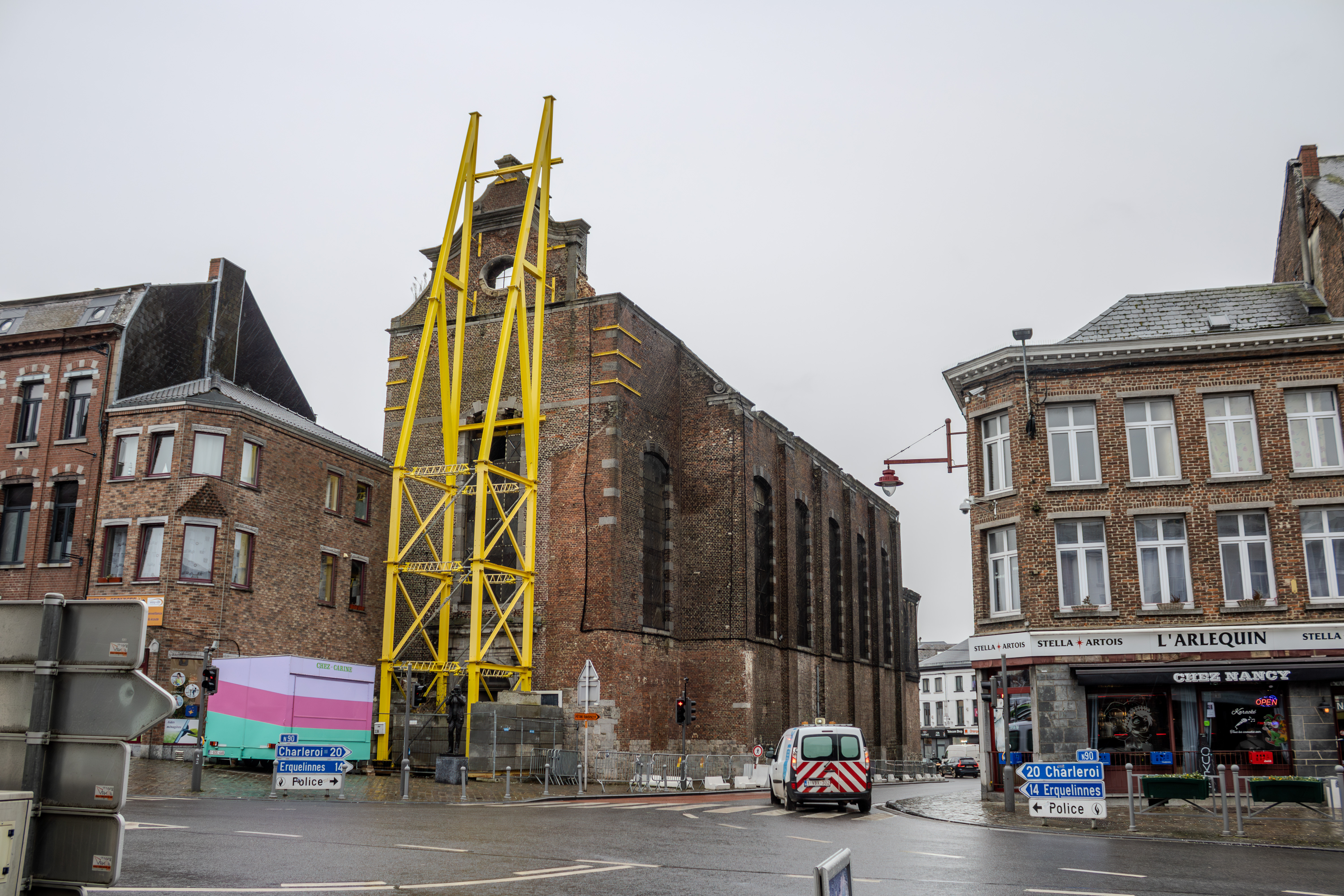
L'église des Récollets après l'incendie de 2022.
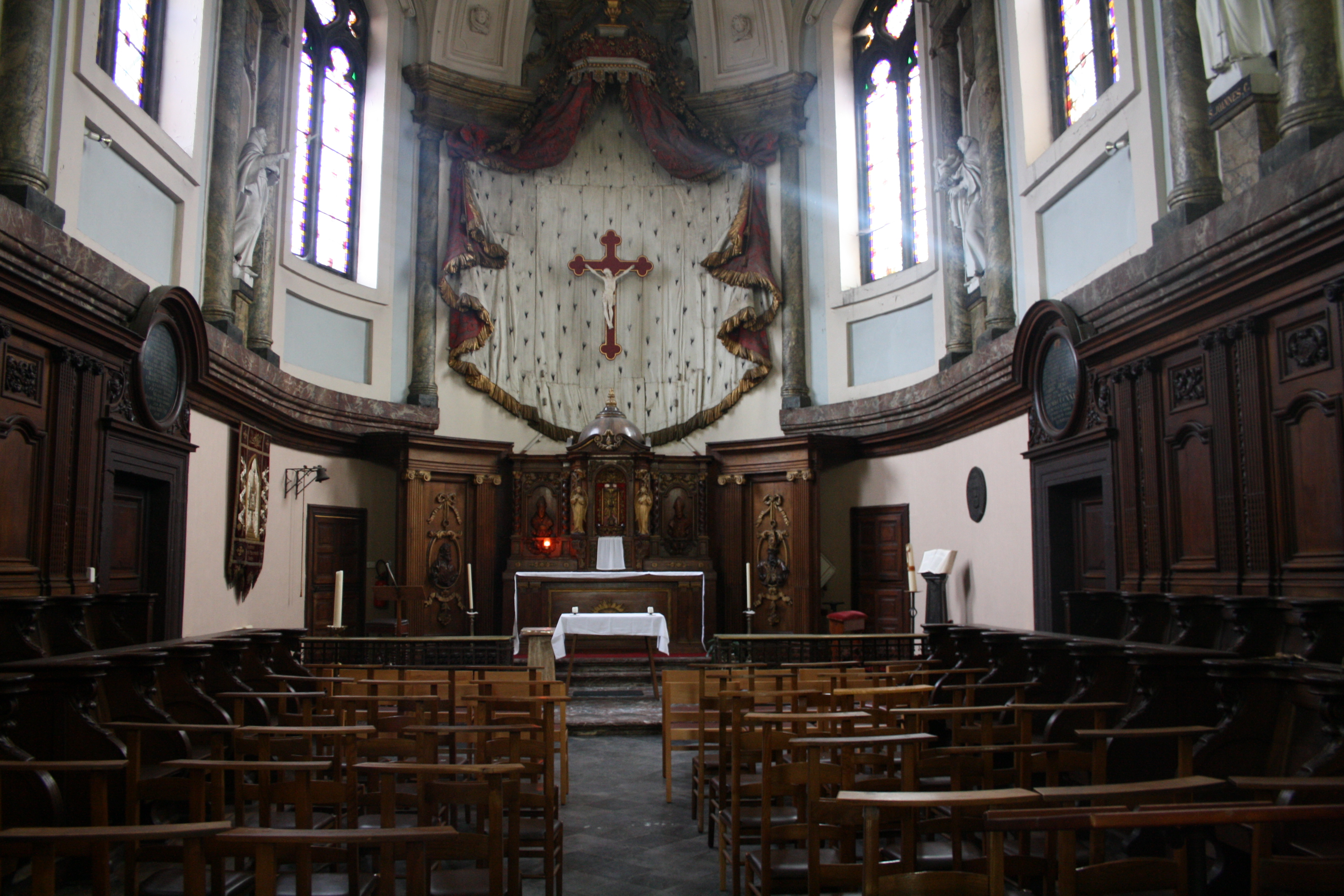
Le chœur de l'église du Saint-Sacrement.
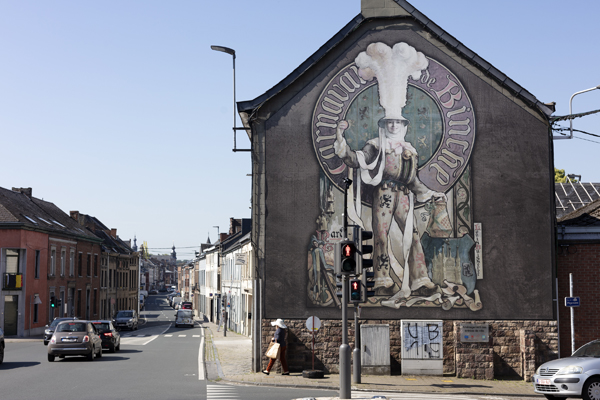
Affiche murale représentant le Gille à l'entrée de la ville.
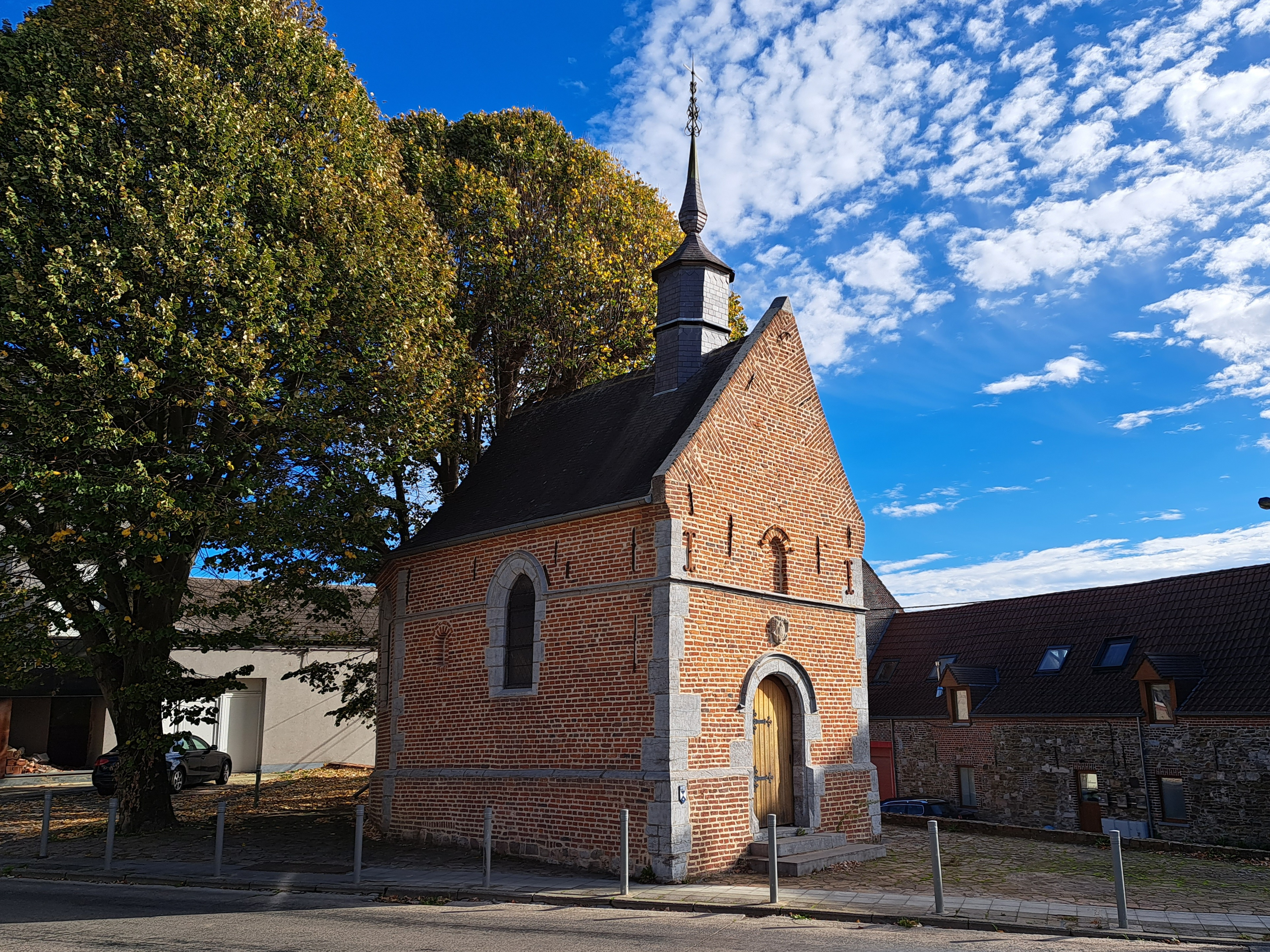
La chapelle Sainte-Anne de Battignies.
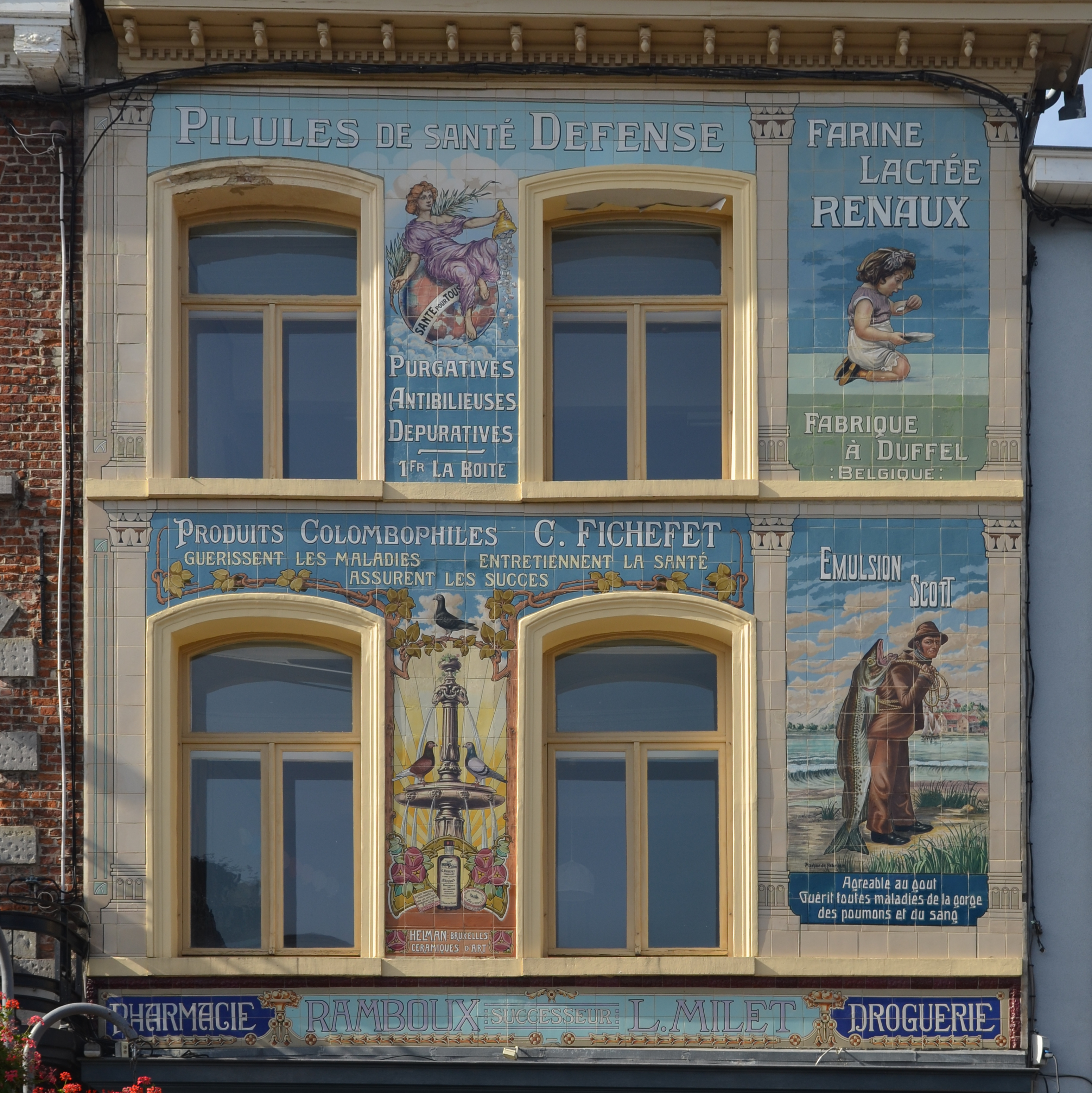
Façade de la pharmacie Milet, carreaux émaillés réalisés par Céramiques d'art Helman de Bruxelles (classé le 8 mai 2009)[60].
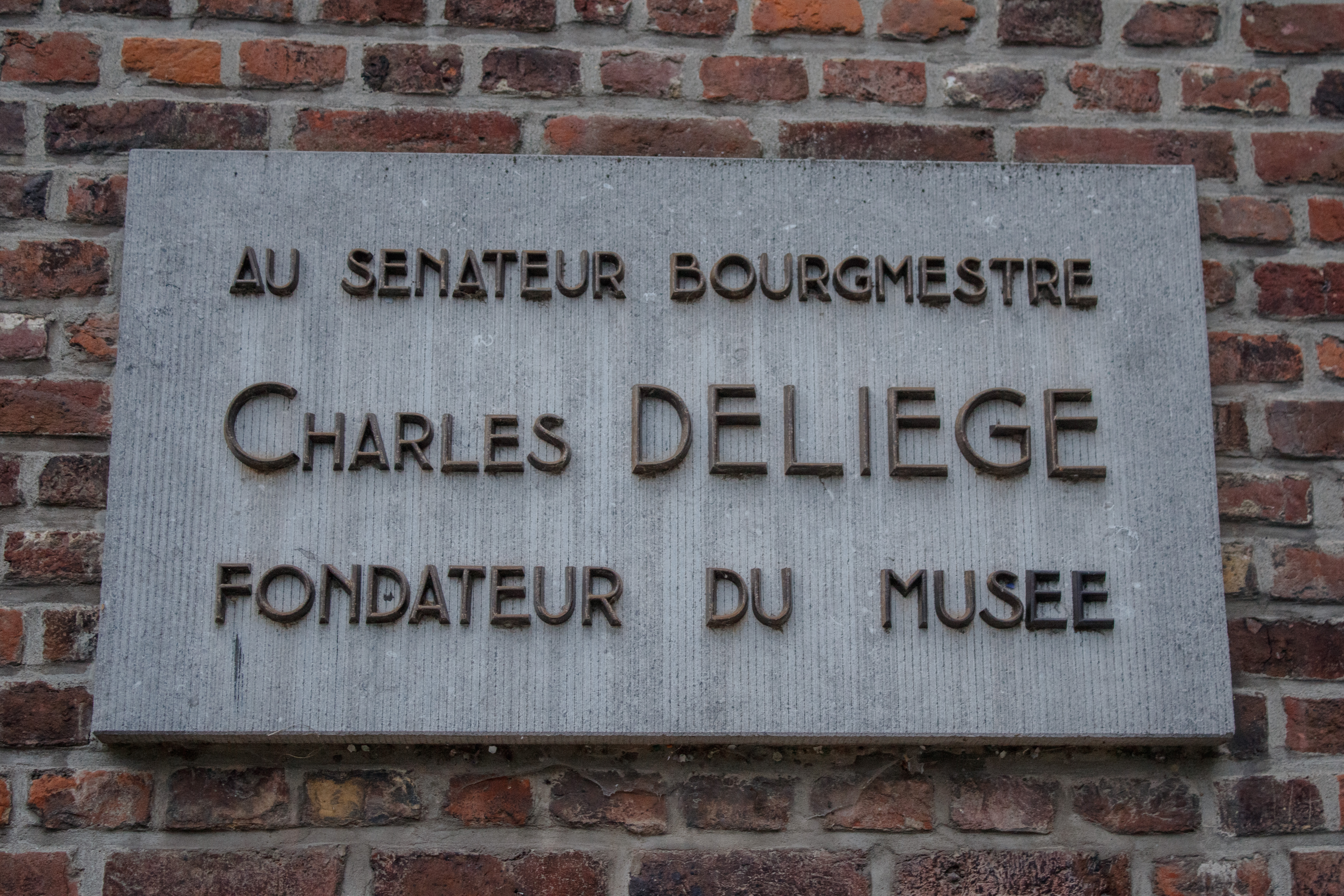
Plaque commémorative à l'entrée du musée.
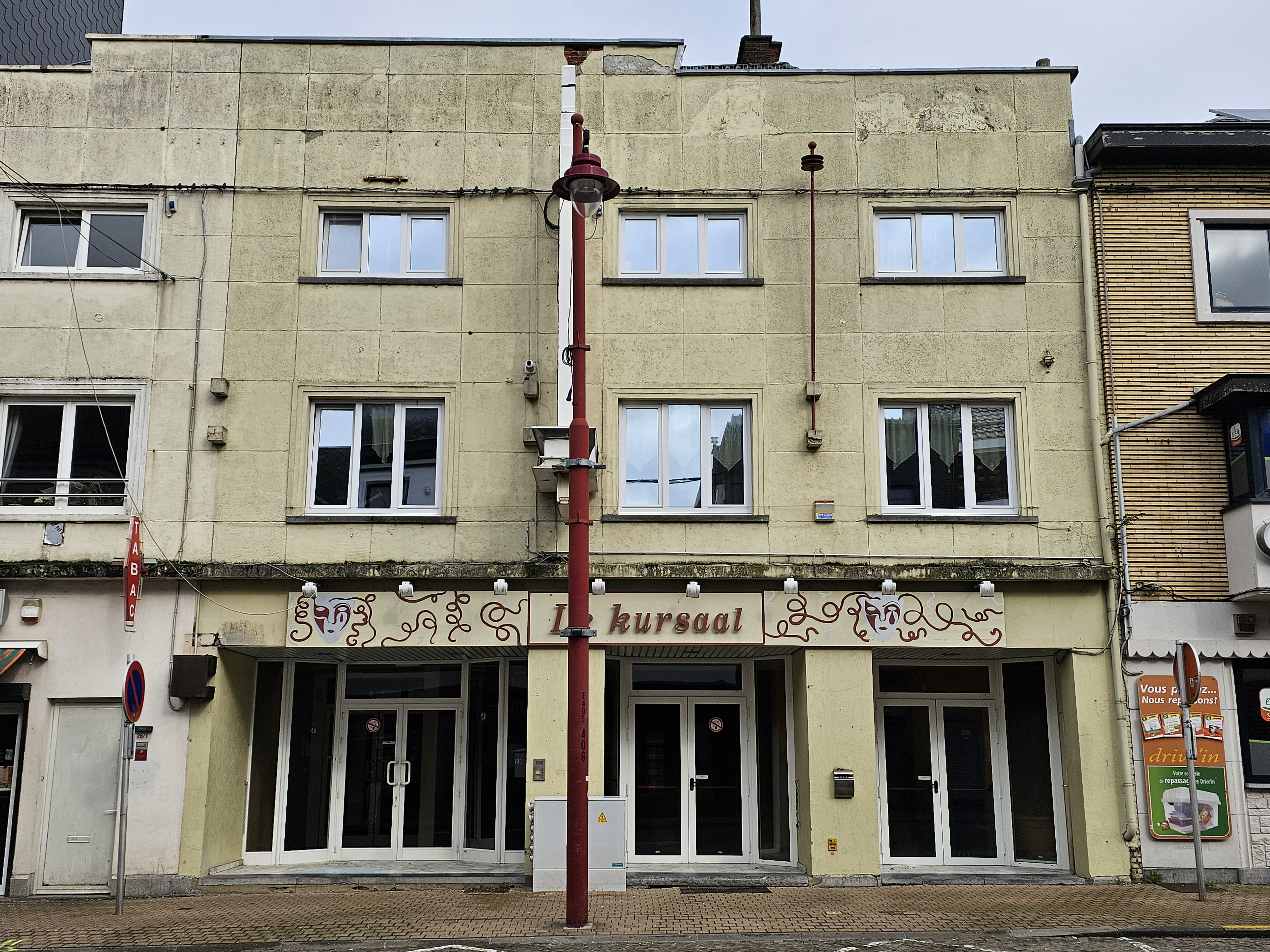
Le Kursaal.
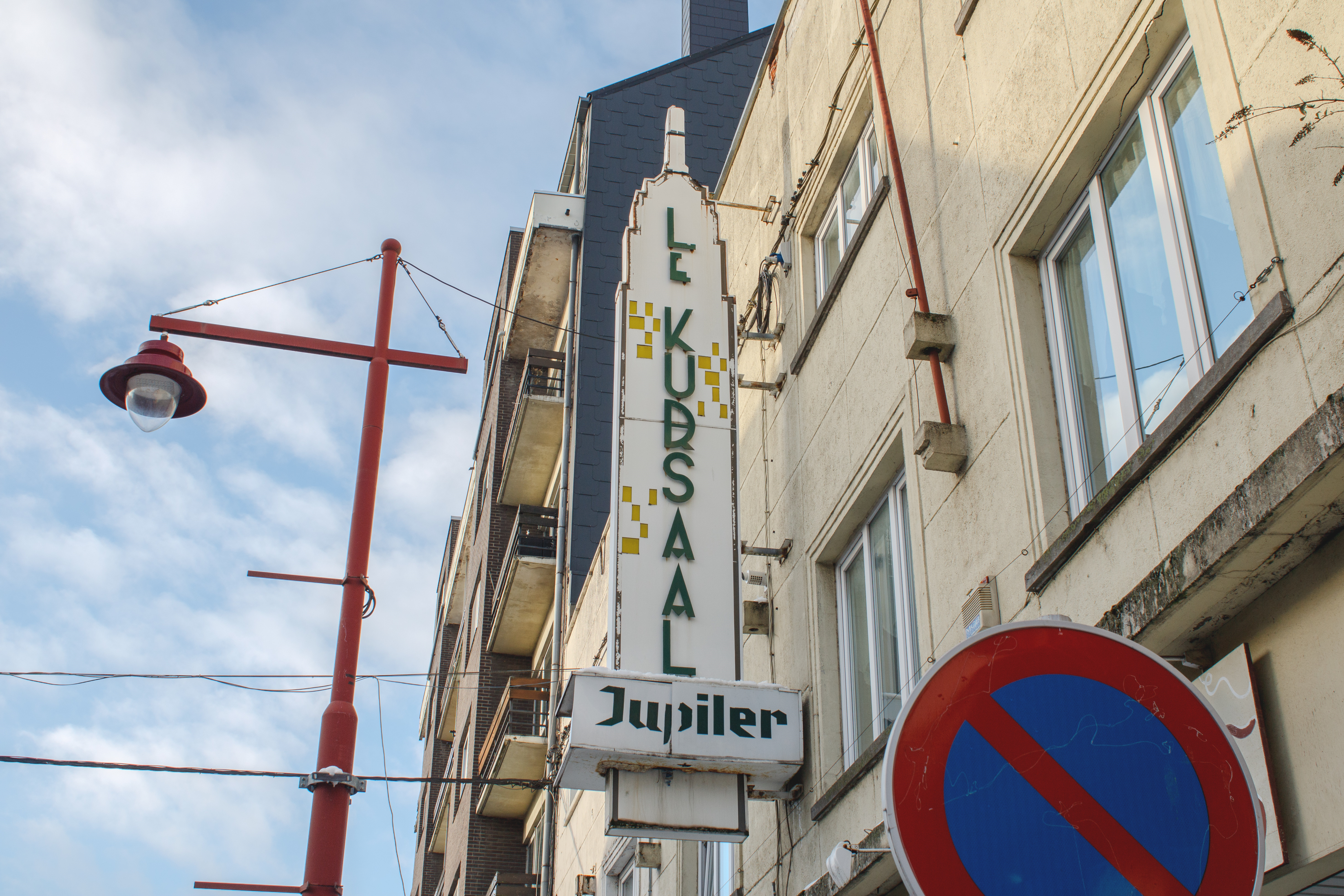
Enseigne du Kursaal, évoquant l'Empire State Building.
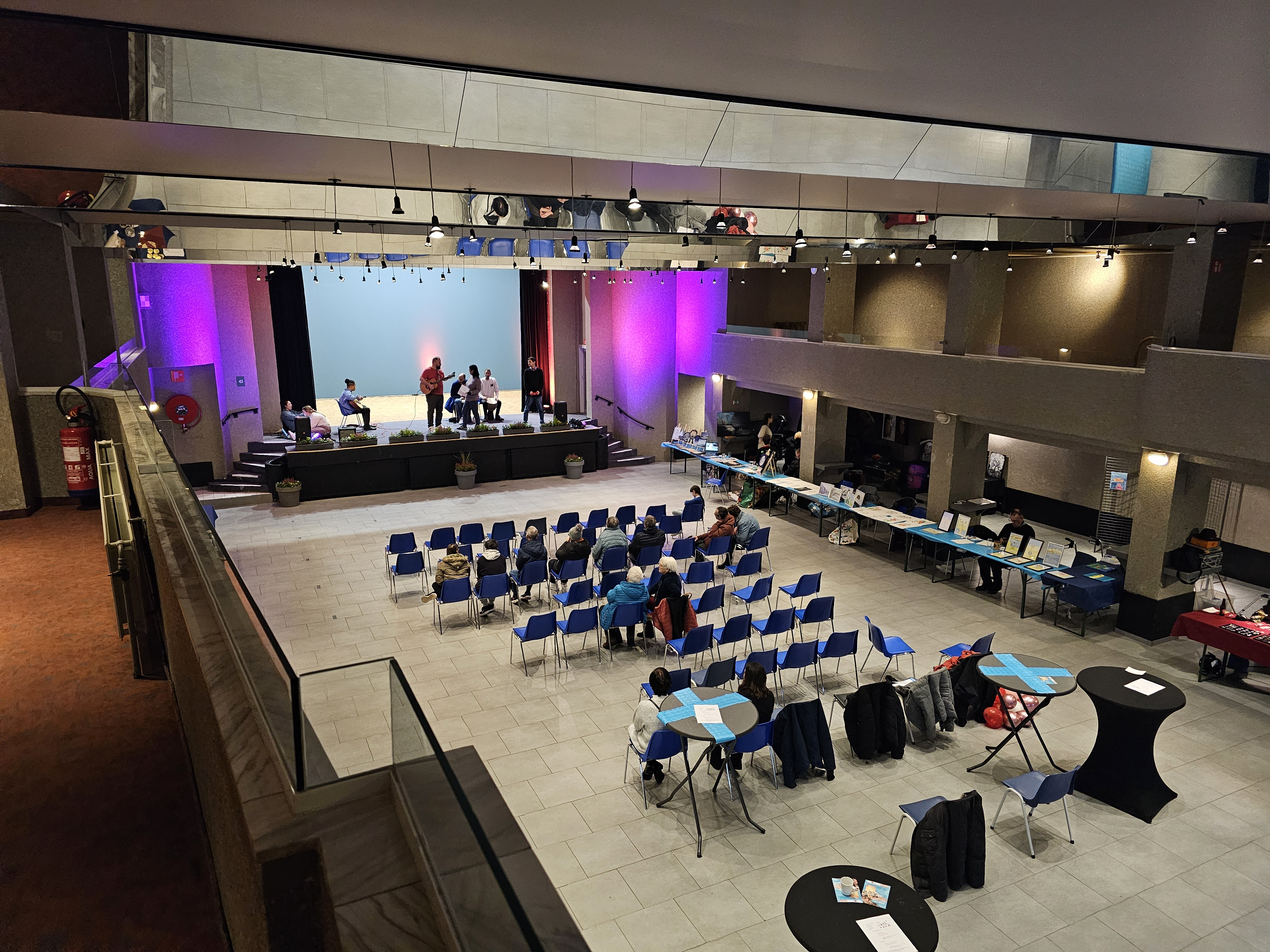
Intérieur du Kursaal.

## Lieux publics

### Cimetières
Cimetière de Binche, rue du Cœur Dolent.

## Économie
Le Groupe Wanty, société belge familiale spécialisée dans les travaux d'infrastructure (voirie, déconstruction, génie civil, terrassement, promotion immobilière, ouvrages d'art, etc.) a son siège social à Péronnes-lez-Binche. Le groupe Wanty est composé de 20 sociétés liées et de cinq sociétés affiliées établies principalement en Belgique et emploie environ 1500 travailleurs en Belgique et à l'étranger. Depuis 2013, le Groupe Wanty s'est fait connaître du grand public au niveau national et international en sponsorisant une équipe professionnelle de cyclisme sur route qui fait partie de l'UCI WorldTeam depuis 2021.

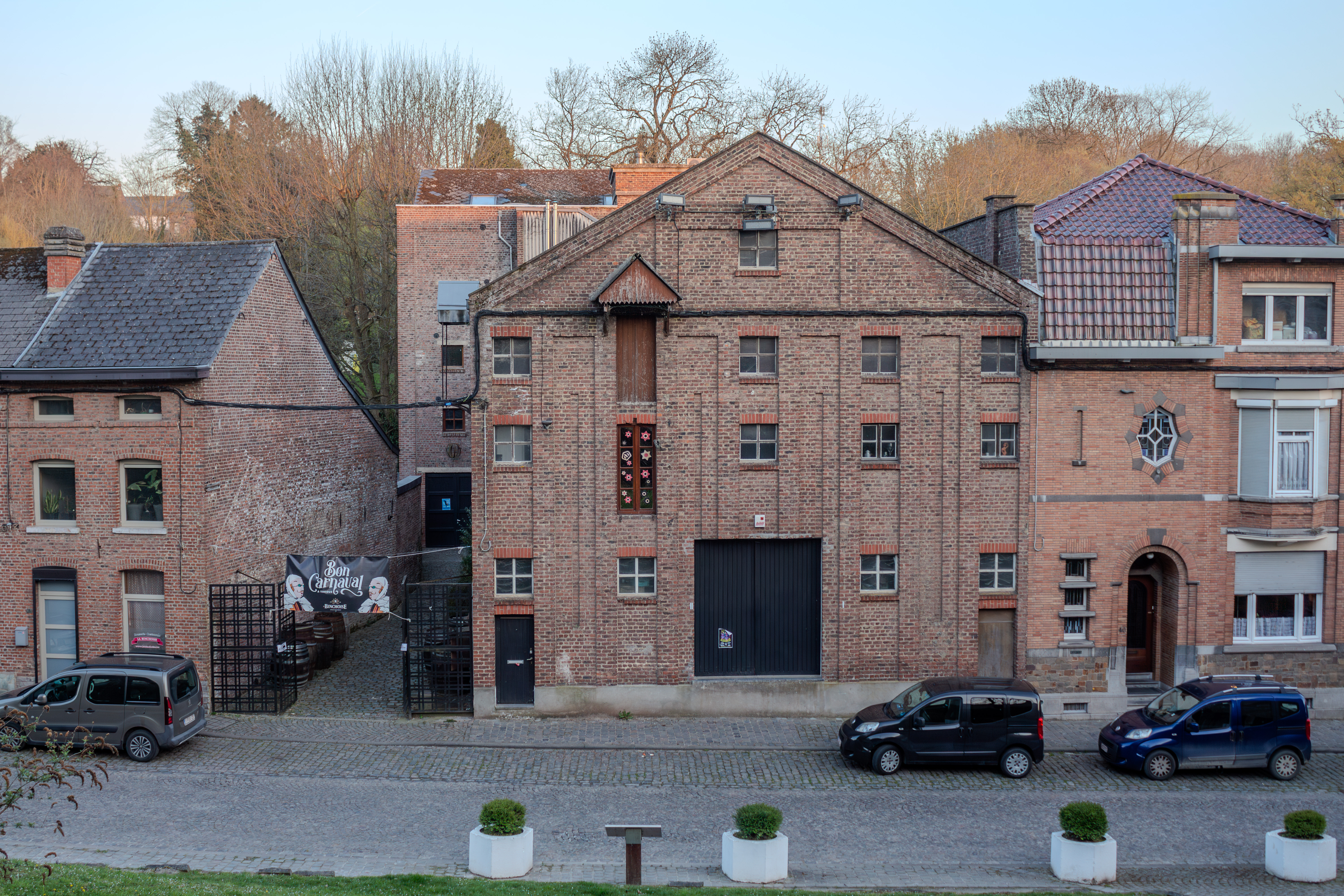
La brasserie « La Binchoise ».

La brasserie La Binchoise est une brasserie artisanale fondée à Binche au XIXe siècle et située dans une ancienne malterie au Faubourg Saint-Paul. En 1995, la brasserie lance la Bière des Ours qui décroche la médaille d'or aux World Beer Championships à Chicago. À la suite de ce succès, la production, relativement confidentielle jusque dans les années 1980, a fortement augmenté à la fin des années 1990. La brasserie La Binchoise exporte désormais ses bières artisanales vers de très nombreux pays et la production dépasse à présent les 3500 hectolitres. En 2001, Bruno Deghorain, Jean Fadel, Gabriel Smet et Christophe Wanty (du Groupe Wanty) s’associent pour créer la S.A. La Binchoise. Depuis 2002, Bruno Deghorain est le maître brasseur chargé de la production de la bière,. Les bières sont fabriquées selon une méthode traditionnelle à partir d’eau, de malts, de houblons et d’un mélange d’aromates. Une taverne et un musée de la brasserie sont rattachés à la structure principale de la brasserie dans la malterie du Faubourg Saint-Paul.

### Santé

#### Hôpital
- CHU Tivoli :  Polyclinique de Binche.

#### Maisons de repos
- Les Récollets, maison de repos et de soins[65], rue de Merbes.
- Résidence de la Princesse (SPRL Nouvelle Résidence de la Fontaine)[66], rue de la Princesse.
- Résidence Jeanne Mertens[67], rue du Moulin Blanc.

### Transports et communication

#### Bus
Plusieurs lignes de bus passent par Binche ; toutes sont exploitées par le TEC Hainaut.
| N°  | Terminus                 | Jours de service     | Remarques |
| --- | ------------------------ | -------------------- | --- |
| E44 | Épinois - Mons           | Lu Ma Me Je Ve       | Ligne express : desserte uniquement en semaine scolaire (trois fois le matin et trois fois le soir), nombre limité d'arrêts, desserte du P.A.E. de Bray-Péronnes. |
| 21  | Binche - Estinnes        | Lu Ma Me Je Ve       | Desserte uniquement en semaine scolaire, quatre fois par jour (le matin et le soir) dans chaque direction. |
| 22  | Binche - Mons            | Lu Ma Me Je Ve Sa Di | Cadencée en moyenne à la demi-heure en semaine, et à l'heure les week-ends et jours fériés ; une variante dessert l'HELHa en semaine scolaire. |
| 34/ | Binche - Givry/Mons      | Lu Ma Me Je Ve Sa    | Cadence irrégulière en semaine, et une fois par jour les week-ends et jours fériés ; certains passages sont prolongés jusqu'à Mons. |
| 108 | Binche - Erquelinnes     | Lu Ma Me Je Ve       | Cadence irrégulière; une variante dessert les localités de Vellereille-les-Brayeux et Merbes-Sainte-Marie dans les deux sens. |
| 132 | La Louvière (via Binche) | Lu Ma Me Je Ve Sa    | Cadencée à l'heure la semaine, toutes les deux heures les week-ends et jours fériés ; elle dessert d'abord la commune de Morlanwelz avant de passer par Binche. |
| 133 | La Louvière (via Binche) | Lu Ma Me Je Ve Sa    | Idem au niveau de la cadence ; emprunte l'itinéraire du 132 en sens inverse. |
| 136 | La Louvière - Anderlues  | Lu Ma Me Je Ve Sa    | Cadencée à la demi-heure en semaine scolaire, à l'heure en semaine non-scolaire, et toutes les deux heures les week-ends et jours fériés ; une variante dessert la cité Nazareth, à La Hestre, toutes les heures en semaine scolaire. Il s'agit de la seule ligne desservant la localité de Ressaix. |

#### Train

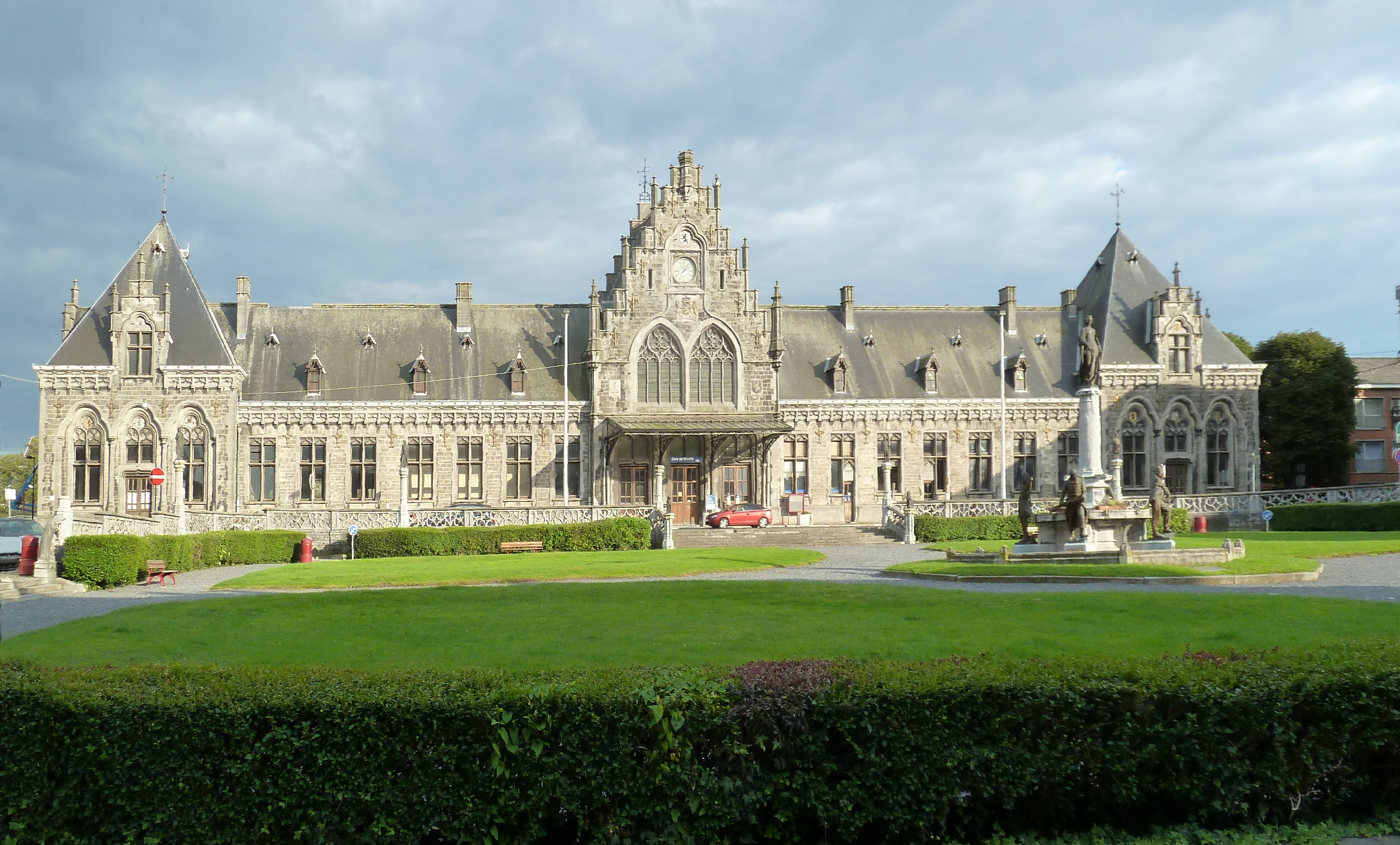
La gare, dont le bâtiment est classé depuis 1978.

| Ligne | Terminus               | Jours de service       | Remarques |
| ----- | ---------------------- | ---------------------- | --- |
| IC    | Binche-Turnhout        | Lu, Ma, Me, Je, Ve, Di | La ligne IC de train (Turnhout-Binche) a 17 stations au départ de Turnhout et se termine à Binche.             |
| L     | Binche-Braine-le-Comte | Lu, Ma, Me, Je, Ve     | La ligne L de train (Braine-le-Comte-Binche) a 8 stations au départ de Braine-le-Comte et se termine à Binche. |

#### Routes
La ville est desservie par la Nationale 90 (Mons à Liège) par la Nationale 563 de Gognies-Chaussée à Chapelle-lez-Herlaimont, Binche est aussi desservie par la Nationale 55 (Enghien à Solre-sur-Sambre).

## Promenades et tourisme vert

### Parc communal de Binche

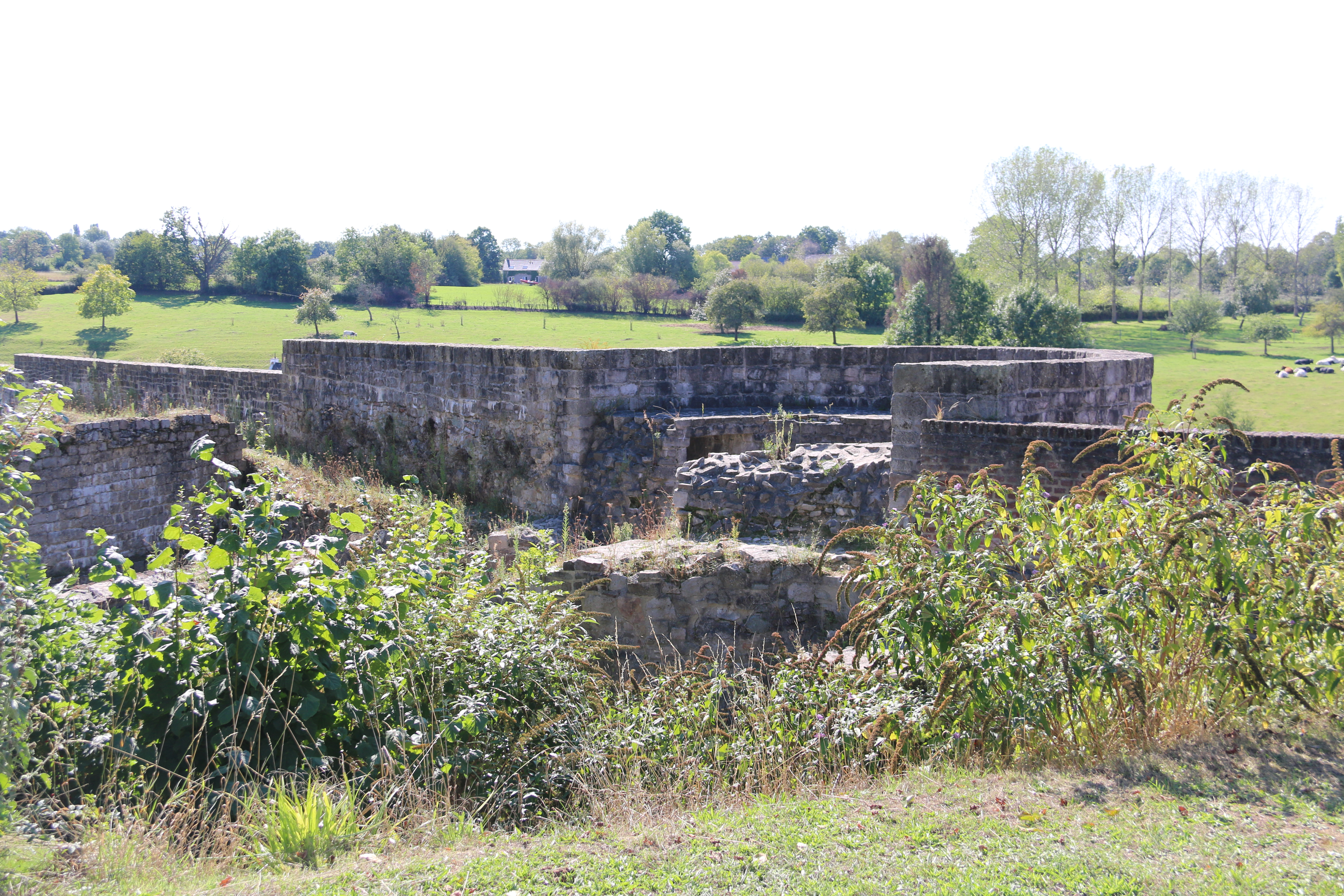
Le palais et les remparts de Binche.

Le parc est entouré par les remparts de Binche. Le tour du chemin de ronde au sommet des remparts offre une vue sur la campagne environnante. En haut des remparts, on peut d'observer les vestiges du palais de Marie de Hongrie. Le site a connu un vaste programme de fouilles archéologiques et est classé depuis 1936. On y trouve également la chapelle Saint-André datant du XVIe siècle et du XVIIe siècle, édifice en briques et moellons de grès.

### Le Chènoû (marais de Buvrinnes)
Le site du Chênoû, aussi connu comme le « marais de Buvrinnes » qui couvre 2.5 hectares, est localisé à Buvrinnes à l'est de Binche. Il s'agit d'une zone humide entourée de prairies. Le site est alimenté par plusieurs sources et est traversé par la Samme (ou Princesse). La réserve englobe une friche humide et divers habitats propres aux zones humides. Le marais est également peuplé de vénérables saules et aulnes. On y observe différentes espèces d'oiseau protégées. Parmi les oiseaux de passage et/ou hivernants, on note la présence de la bécassine des marais du le busard des roseaux  et le râle d'eau.
Une réserve naturelle domaniale y a été créée en 2019 par convention entre les Cercles des Naturalistes de Belgique et la Commune de Binche. La réserve est classée zone Natura 2000 par la Région wallonne.

### Autre
Parc Charles Derbaix, avenue Vanderpepen.

### Tourisme

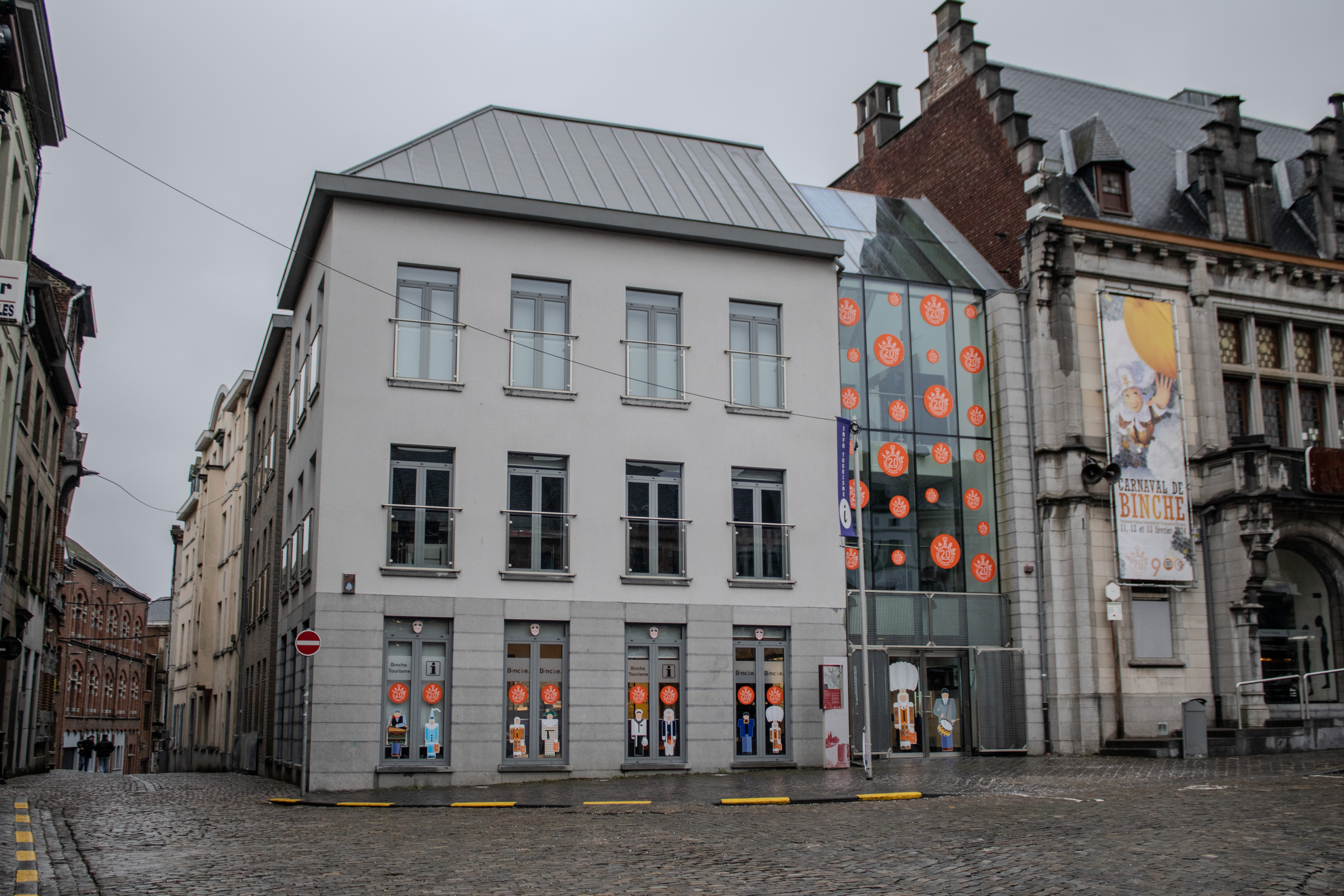
L'office du tourisme situé sur la Grand'Place à côté du théâtre.

Office du tourisme, Grand'Place 5.

## Sports et vie associative

### Sports
La commune de Binche abrite aussi de nombreux clubs de sport dans des disciplines diverses :
- La Royale Union sportive binchoise évolue en Division 2 ACFF[72].
- Les clubs de Buvrinnes et Péronnes-lez-Binche évoluent dans les séries provinciales[73].
- Le club de baseball Baseball Club Binche Guardians qui est supporté par la Ligue francophone belge de baseball–softball et la fédération Royale Belge de baseball et softball[74].
- Équipe de volley-ball (VC Binche)[75].
- Club de basket (BC Binche)[76], qui évolue dans la salle du DBM.
- Club de rugby, le R.C.C.Binche (Rugby Coyotes Club)[77].
- Club de Taï-Do Ryu (Taï-Do, Kobudo, Ju-Jitsu et Self-défense) → Club Sankiuju[78].

#### Infrastructures sportives
- Piscine communale de Binche, rue de la Coopérative.
- Terrain de minifoot et basket, rue de la Coopérative.
- Centre sportif, rue de l'Industrie à Ressaix.
- Hall omnisports de Binche (DBM), rue du Moulin Blanc.
- Stade Aimé Vachaudez, rue du Cœur Dolent.

#### Evénements sportifs
- Chaque année en octobre se déroule la course cycliste Binche-Chimay-Binche.

### Vie associative
Binche connait un grand nombre d'associations, elles font partie intégrante de la vie de la ville. Bon nombre d'associations n'existent plus actuellement mais portent avec elles une partie de l'histoire locale.

#### Associations étudiantes
- Union Binchoise des étudiants de Louvain.
- La Binchoise de Namur.

#### Jeunesse
- Le Patro du printemps de Buvrinnes.
- Unité scouts BR012.
- Unité Guide HC/01.
- Le Patro de Binche (fermé en 2017).
- Le Patro Notre-Dame de Leval.

#### Vie folklorique
- L'A.D.F. (association pour la défense du folklore).
- La jeune garde libérale.
- La royale jeunesse catholique.
- La jeunesse socialiste.
- L'A.D.L. (association de défense du Lundi Gras).
- Les Chics types.
- Les Ladies.

#### Orchestres et fanfares
- Société royale les Pélissiers .
- La philarmonie binchoise "En Avant".
- La fanfare royale les Chasseurs.

#### Histoire
- La SAAMB (Société d'archéologie et des Amis du Musée de Binche).
- 1549.
- La compagnie des Hallebardiers.

#### Ordres civils
- L'ordre de Marie de Hongrie.

## Personnalités liées à Binche
- Gille de Binche ou de Bins, un des plus célèbres compositeurs et des premiers représentants de l'École bourguignonne,
- François Sébastien de Croix de Clerfayt, feld-maréchal,
- André Joseph Boussart, général de division et baron de l'Empire, né en 1758 à Binche,
- Caroline Popp, femme de lettres née en 1808 à Binche,
- Alfred Moitroux, artiste peintre (1886-1938), né à Binche.
- Germaine Degueldre, supercentenaire et doyenne de Belgique depuis le 23 juin 2011, née en 1900 à Binche,
- Marcel Quinet, compositeur né en 1915 à Binche,
- Samuël Glotz, folkloriste né en 1916 à Binche,
- Clément Lhotellerie, cycliste vivant à Binche,
- Licaï Pourtois, triple championne du monde de ju-jitsu,
- Nicolas Daneau (1866-1944), musicien, pédagogue et compositeur, né à Binche.